# گنجه
گنجه (به ترکی آذربایجانی: Gəncə) (به ارمنی: Գանձակ) (در زمان شوروی کیروف‌آباد (به روسی: Кироваба́д)) شهری در شمال غربی جمهوری آذربایجان و از شهرهای تاریخی قفقاز است. در سال ۲۰۱۸، جمعیّت این شهر ۳۳۲٬۶۰۰ نفر و در سال ۲۰۲۱ میلادی ۳۴۴۱۰۸ نفر بوده است. این شهر تا ۱۸۱۳ میلادی یکی از شهرهای ایران بود و با پیمان گلستان از خاک ایران جدا شد.

## داده‌های کلی
این شهر برای سده‌ها یک مرکز تاریخی و فرهنگی مهم در منطقه بوده‌است و از نظر تاریخی مرکز ناحیه اران به شمار می‌رفته است. این شهر تا سال ۱۸۰۴ میلادی، پایتخت خانات گنجه و بخشی از خاک ایران بود. پس از واگذاری این شهر به امپراتوری روسیه توسط قاجارها طی پیمان گلستان در سال ۱۸۱۳ میلادی، ادارهٔ این شهر میان شمار فراوانی از فرمانداری‌ها از جمله فرمانداری گرجستان، فرمانداری گرجستان-ایمرتی، فرمانداری تفلیس و فرمانداری الیزابت‌پول جابه‌جا شد. پس از انحلال امپراتوری روسیه و جمهوری فدرال دموکراتیک قفقاز جنوبی، این شهر بخشی از جمهوری خلق آذربایجان و پس از فروپاشی اتحاد جماهیر شوروی و جمهوری شوروی سوسیالیستی آذربایجان در سال ۱۹۹۱ بخشی از خاک جمهوری آذربایجان شد.

## جغرافیا

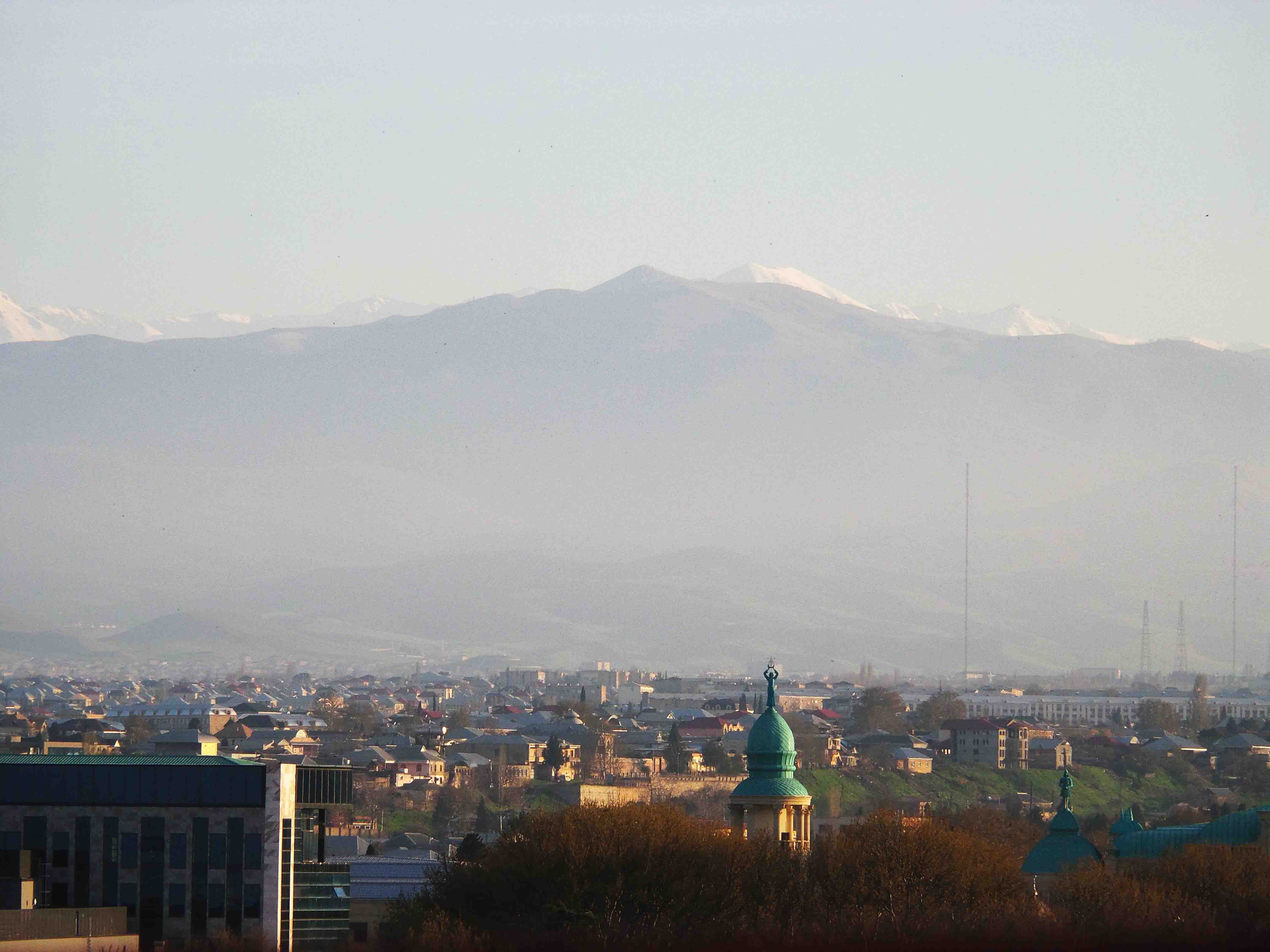
نمایی از شهر گنجه و کوه جواد خان

گنجه یکی از بزرگ‌ترین شهرهای جمهوری آذربایجان است که در بلندای ۴۰۰–۴۵۰ متر (۱۳۱۲ تا ۱۴۷۶ پا) بالاتر از سطح دریا در دشت گنجه-قزاق (بخشی از دشت کورا-ارس) و در غرب جمهوری آذربایجان واقع شده‌است. این شهر ۳۷۵ کیلومتر از باکو فاصله دارد. این شهر در دامنه شمال‌شرقی رشته‌کوه قفقاز کوچک و کنار رودخانهٔ گنجه واقع شده‌است.
این شهر از جنوب، غرب و شمال‌غربی به شهرستان گوی‌گول و از شمال‌شرقی به شهرستان ساموخ منتهی می‌شود.
گنجه دارای دو منطقه شهری نظامی با جمعیت ۱۵۲۰۰۰ نفر و منطقه کپز با جمعیت ۱۸۰۶۰۰ نفر است.

## نام

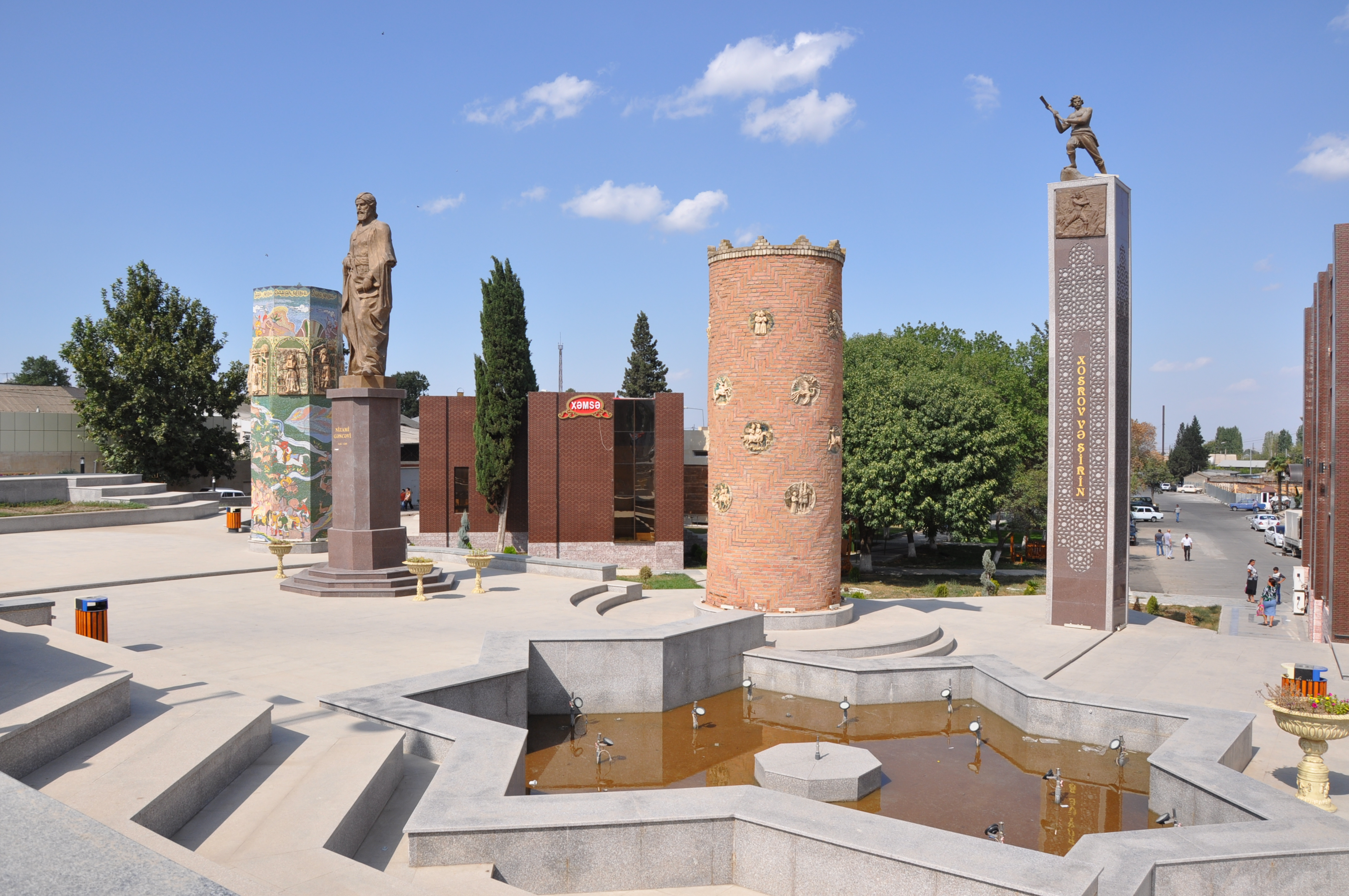
پارک خمسه در شهر گنجه

نام گنجه از گنج پارسی برگفته شده‌است و در منابع عربی «جنزه» (از گنزه در پارسی میانه) آمده‌است. این موضوع نشان می‌دهد این شهر در دوران پیش از اسلام وجود داشته و احتمالاً در سده پنجم میلادی تشکیل شده‌است. نوشته‌هایی از یک حاکم عرب مسلمان به نام محمد ابن خالد الشیبانی دربارهٔ شهر گنجه نیز این موضوع را تأیید می‌کند.
بر اساس برخی منابع، گنجه در سدهٔ هفتم میلادی میان ایرانیان، خزرها و اعراب دست‌به‌دست شد اما دچار تغییر نام نشد. منطقه‌ای که گنجه در آن واقع شده‌است از سدهٔ ۹ تا ۱۲ میلادی به ارّان معروف بود و جمعیت شهری آن عمدتاً به زبان فارسی صحبت می‌کردند.
این شهر در دوران امپراتوری روسیه به الیزابتوپول یا یلیزاوتوپول (Елизаветпо́ль) تغییر نام داد. پس از پیوستن به اتحاد جماهیر شوروی، نام آن در سال ۱۹۳۵ به کیروف‌آباد (Кироваба́д) تغییر یافت و این نام در بیش‌تر دوره‌های اتحاد شوروی حفظ شد. در سال ۱۹۸۹ میلادی و در دوران پرسترویکا این شهر دوباره به نام اصلی و تاریخی خود گنجه بازگشت که در زبان روسی به شکل Гянджа نوشته می‌شد.

## جمعیّت گنجه پیش از مغولان
این شهر در دوران پیش از اسلام وجود داشته و احتمالاً در سدهٔ پنجم میلادی تأسیس شده‌است. بر اساس برخی منابع تاریخی، این شهر تا سده هفتم میلادی میان ایرانیان، خزرها و اعراب دست به دست می‌شده‌است. منطقه‌ای که گنجه در آن واقع شده‌است از سده ۹ تا ۱۲ و حتی پس از آن به ارّان معروف بوده‌است و جمعیت شهری آن عمدتاً به زبان فارسی صحبت می‌کردند.
بنابر قول گیراگوس گاندزاکِتسی (تاریخ‌نگار و کشیش ارمنی همزمان با نظامی گنجوی)، پیش از حملهٔ مغولان به شهر گنجه، شهر گنجه دارای انبوه جمعیّت فارسی‌زبان و اقلّیّتی از مسیحیان بود. باید توجّه داشت که گیراگوس بین ایرانی و عربی و ترک و مسلمان تفاوت می‌گذاشته‌است و وقتی در متن خود ساکنان شهر گنجه را ایرانی می‌خواند منظورش ایرانی است نه نام عمومی برای تمام مسلمانان. او برای اعراب از واژهٔ «تاچیک» (Tachik همان تاجیک یا تازیک = تازی = عرب = مسلمان) استفاده می‌کند و عربان را تاچیک می‌خواند (همانند نوشتارهای پهلوی). او ترکان را تئورک (T'urk) می‌نویسد. برای نمونه در فصل ۱۸ می‌نویسد که «جلال‌الدین محمد خوارزمشاه سپاهیان خود را از میان ایرانیان و تاچیکان و تئورکان گرد آورد.». در این کتاب به نام تاریخ ارمنیان که مربوط به سدهٔ هفتم ق. / سیزدهم م؛ یعنی بسیار نزدیک به روزگار شاعر بزرگ ایرانی نظامی گنجه‌ای است، نگارندهٔ ارمنی که خود زادهٔ شهر گنجه است، میان اعراب، ترک، پارسی (در ترجمهٔ انگلیسی به نام ایرانی آمده‌است) تفاوت گذاشته‌است و تنها به انبوه پارسیان و اقلّیّتی از مسیحیان در گنجهٔ پیش از مغولان تأیید کرده‌است. کتاب نزهت المجالس نیز بیست و چهار شاعر پارسیگو پیش از حمله مغولان به گنجه ذکر کرده‌است و وجود این تعداد شاعر که در قرن ششم و هفتم و هشتم در شمال‌غرب ایران قدم به عرصهٔ هستی گذاشته‌اند و در زبان همگانی ایرانیان ـ فارسی ـ شعر سروده‌اند، مؤید آن است که در اران و آذربایجان، زبان و ادب فارسی، زبان مردم کوچه و بازار و دربار بوده‌است.
شهر گنجه بنابر نظر این تاریخ‌نگار همزمان با حمله مغولان، به دست مغول‌ها نابود شد و تنها اندکی از مردم شهر که موفق به فرار شدند، پس از پایان حمله مغول در دوران بازسازی شهر به شهر برگشتند.
این شهر دوباره در دوران ایلخانیان رونق نو گرفت. حمدالله مستوفی آن را در میان چهار شهر برجسته ایران می‌داند:
| چند شهر است اندر ایران مرتفع‌تر از همه |  | بهتر و سازنده‌تر ز خوشی آب و هوا   |
| گنجه پر گنج در اران صفاهان در عراق    |  | در خراسان مرو و در روم باشد آق‌سرا |

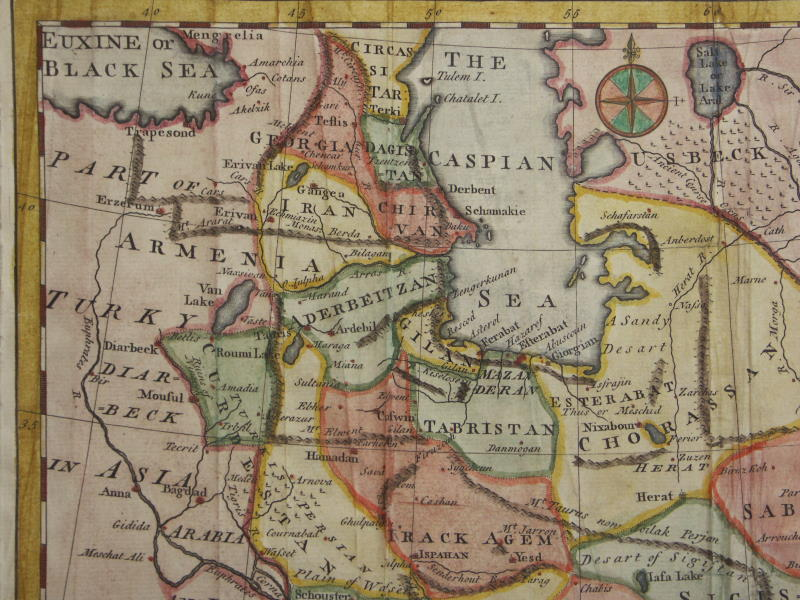
نقشه ای قدیمی که محدوده گنجه را در ایران نشان می‌دهد

نام رسمی گنجه در دوران حاکمیت روسیه تزاری به الیزابت‌پول تغییر نام پیدا کرد، سپس در دوران حاکمیّت کوتاه جمهوری دمکراتیک آذربایجان (۱۹۱۸ میلادی) این شهر موقتاً پایتخت جمهوری جدید درآمد تا آن که باکو از کنترل روس‌ها خارج گشت. نام گنجه در سال ۱۹۳۵ میلادی و در دوره حاکمیت شوروی به کیروف آباد (به لاتین: Kirovabad) (به روسی: Кироваба́д) تغییر کرد. پس از دوران پرسترویکا (اصلاحاتی در دوران میخائیل گورباچف) و استقلال جمهوری آذربایجان نام گنجه رسماً بازیافته شد.

## تاریخ

### دوران پس از حمله اعراب به ایران

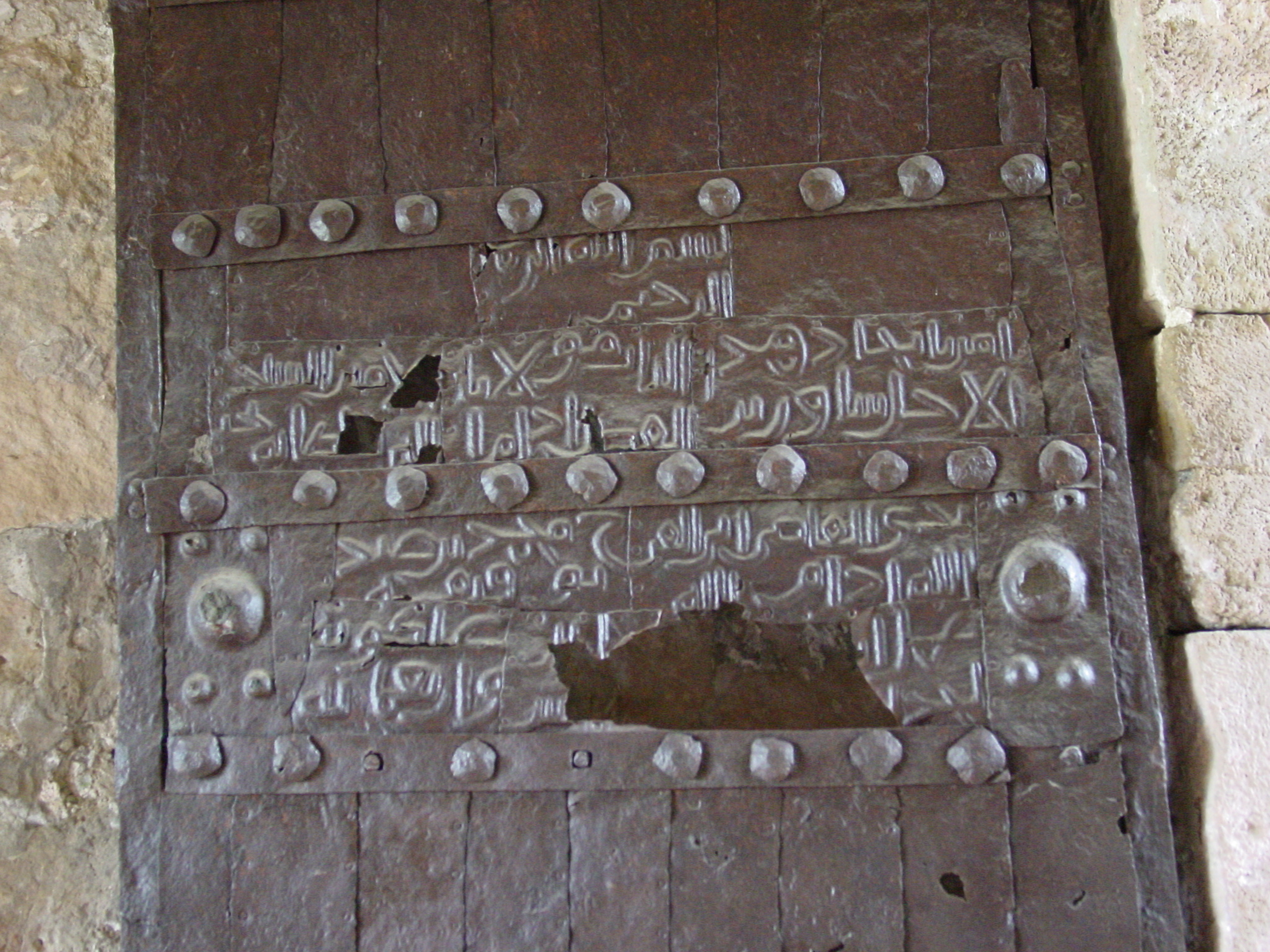
نمایی از دروازه گنجه که امروزه در صومعه گلاتی ناحیه ایمرتی در کشور گرجستان جای دارد.

بر اساس منابع عربی دوران قرون وسطی، شهر گنجه در سالهای ۸۵۹–۸۶۰ میلادی توسط محمد بن خالد بن یزید بن مازیاد، فرماندار عرب منطقه در دوره خلیفه متوکل بنیان نهاده شد و نام گنجه به اصطلاح گنجینه‌ای است که در آن کشف شده‌است. بر اساس برخی داستان‌ها و افسانه‌ها فرماندار عرب در خواب صدایی شنید که می‌گفت گنجینه‌ای در زیر یکی از سه تپه پیرامون منطقه‌ای که در آن اردو زده‌است، پنهان شده‌است. پس از آن به او گفت که آن را بیرون بیاورد و از پول برای تأسیس یک شهر استفاده کند. وی خواب خود دربارهٔ پول و بنیان‌گذاری شهر را برای خلیفه تعریف کرد و خلیفه محمد را به عنوان والی موروثی شهر قرار داد به شرطی که پولی را که یافت به خلیفه بدهد. بنیان‌گذاری این شهر توسط اعراب توسط مورخ ارمنی قرون وسطایی مؤسس کاغانکاتواتسی تأیید شده‌است.
از لحاظ تاریخی گنجه شهر مهمی در ناحیه قفقاز جنوبی و بخشی از سرزمین‌های شاهنشاهی ساسانی، سلجوقیان، پادشاهی متحد گرجستان، اتابکان آذربایجان، خوارزمشاهیان، ایلخانان، تیموریان، قراقویونلو‌ها، آق‌قویونلوها، صفویه، افشاریه، زندیه و قاجاریه بوده‌است. پیش از دوران زندیه و قاجاریه و به دنبال مرگ نادرشاه، برای چند دهه توسط خان‌های خانات گنجه که خود پیرو حکومت ایران بودند به صورت محلی اداره می‌شد. خان‌های گنجه خود از خاندان قاجار بودند. گنجه همچنین زادگاه نظامی گنجوی شاعر پارسی‌گوی ایرانی است.
شهر گنجه چندین بار دچار زوال فرهنگی و سیاسی موقت شد؛ از جمله زمین‌لرزه ۱۱۳۹ میلادی در گنجه و پس از آن که این شهر توسط دیمیتری یکم پادشاه گرجستان تصرف شد و دروازه‌های آن به عنوان غنائم جنگی گرفته شد و هنوز هم در گرجستان نگهداری می‌شود و بار دیگر هنگام حمله مغول‌ها در سال ۱۲۳۱ میلادی. در سال ۱۲۳۶ میلادی دروازه‌ها و دیواره‌های ورودی شهر گنجه به دست تاتارها و مغول‌ها ویران شد و آن‌ها دست به کشتار مردم و ساکنان آن زدند. این شهر پس از به قدرت رسیدن صفویه در سال ۱۵۰۱ میلادی احیا شد و تمامی مناطق آذربایجان، اران، شروان، قفقاز، ارمنستان، گرجستان، داغستان و فراتر از آن توسط صفویه به قلمروهای ایران بازگشت. این شهر در طی جنگ‌های طولانی مدت میان ایران و امپراتوری عثمانی در سال‌های ۱۵۷۸–۱۶۰۶ و ۱۷۲۳–۱۷۳۵ تحت اشغال عثمانی قرار گرفت، اما با این وجود از ابتدای سده شانزدهم تا اواخر سده نوزدهم، کم‌کم تسلط امپراتوری روسیه بر نواحی پرشمار قفقاز افزایش یافت و گنجه در پیمان گلستان از خاک ایران جدا شد.

### سده‌های ۱۶ تا ۱۹ میلادی و واگذاری گنجه به روسیه
نام شهر گنجه برای مدت کوتاهی پس از پیروزی شاه عباس یکم در جنگ با عثمانی به عباس‌آباد تغییر یافت. وی شهر جدیدی را در ۸ کیلومتری جنوب غربی شهر قدیمی گنجه ساخت، اما در طول زمان نام آن به گنجه تغییر یافت. گنجه در زمان حکومت صفویه مرکز استان قره‌باغ بود. در سال ۱۷۴۷ میلادی، گنجه پس از مرگ نادرشاه افشار تا ظهور سلسله‌های ایرانی زندیه و قاجاریه، برای چند دهه به مرکز خانات گنجه تبدیل شد.

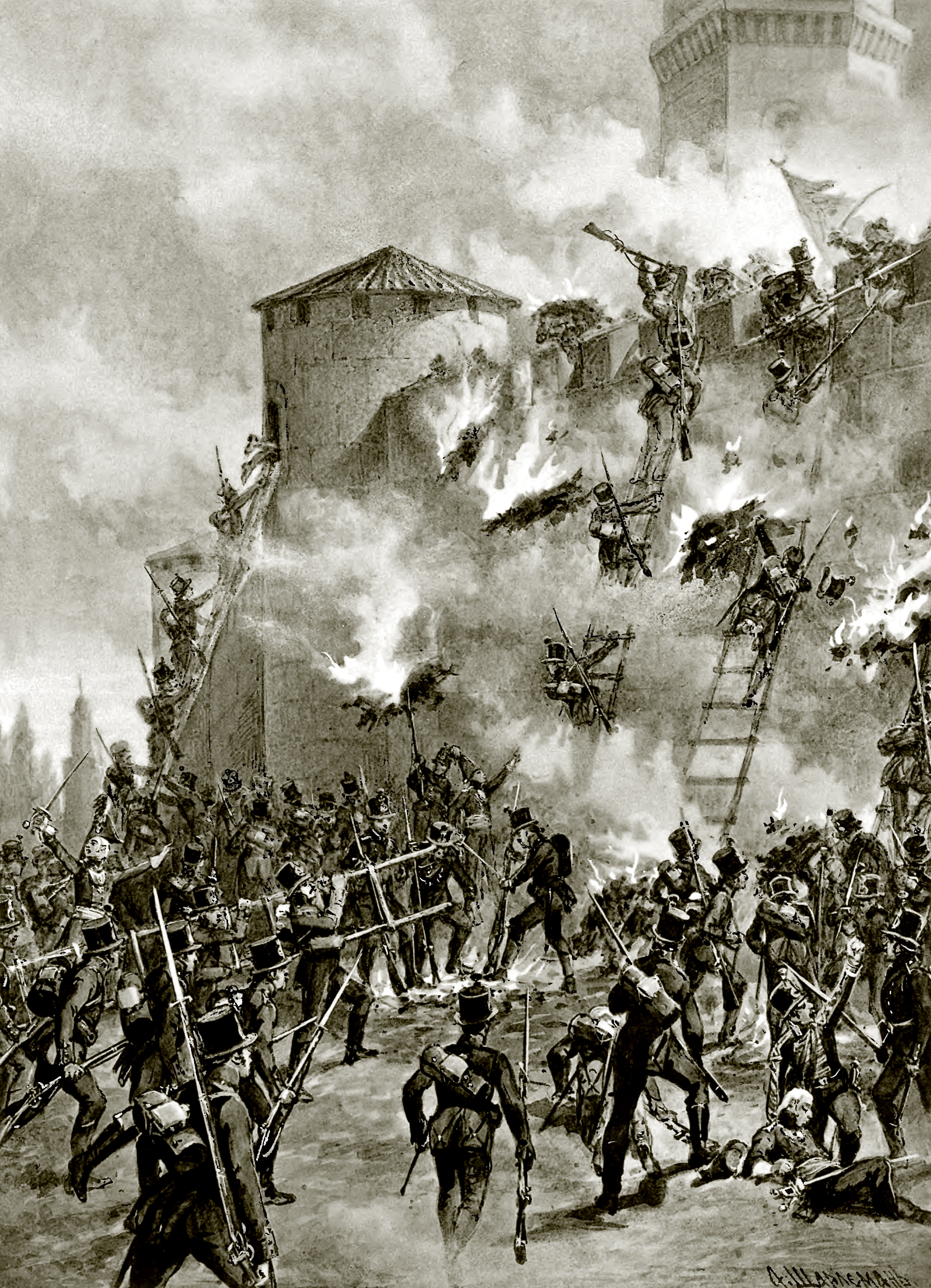
نمایی از نبرد گنجه و حمله به دژ شهر گنجه در میان جنگ‌های ایران و روسیه (۱۸۰۴–۱۸۱۳). فرمانده ارتش روسیه در این حمله پاول سیسیانوف بود.
از این نگاره گاهی به اشتباه به عنوان نمایی از حمله به دژ شهر لنکران یاد می‌شود.

از اواخر سده ۱۸ میلادی، امپراتوری روسیه فعالانه شروع به افزایش نفوذ خود در خاک ایران و عثمانی از نواحی جنوبی کشور خود کرد. پس از الحاق شرق گرجستان در سال ۱۸۰۱، روسیه اکنون مشتاق تسخیر دیگر سرزمین‌های ایران در قفقاز بود. گسترش روسیه به قفقاز جنوبی و تصرف گنجه با مخالفت شدید مردم روبرو شد. در سال ۱۸۰۴، روس‌ها به سرپرستی ژنرال پاول سیسیانوف به گنجه حمله کرده و آن را تصرف کردند. این امر باعث جنگ میان روسیه و ایران در سال‌های ۱۸۰۴–۱۸۱۳ شد. برخی منابع غربی ادعا می‌کنند که تصرف این شهر با قتل‌عام تا ۳۰۰۰ تن از ساکنان گنجه توسط روس‌ها را به دنبال داشت. آن‌ها همچنین ادعا می‌کنند که ۵۰۰ تن از مردم که در مسجدی پناه گرفته بودند ذبح شدند، پس از اینکه یک ارمنی به سربازان روسی گفت که ممکن است «سارقان داغستانی» در میان آنها وجود داشته باشد.
روس‌ها در جنگ‌های ۱۸۰۴ تا ۱۸۱۳ میلادی در مقابل ایرانیان از قدرت نظامی بالاتری برخوردار بودند و در پایان جنگ را با پیروزی پشت سر گذاشتند. پس از جنگ و بسته شدن پیمان گلستان در پی آن، ایران وادار شد تا شهر گنجه و خان‌نشین آن را به امپراتوری روسیه واگذار کند. پس از این پیمان چندین درگیری محلی میان مردم و نظامیان ارتش روسیه ایجاد شد که با برتری ایرانیان همراه بود و ارتش روس وادار به عقب‌نشینی شد و گنجه به خاک ایران بازگشت و روس‌ها از آن بیرون رانده شدند؛ اما با جنگ‌های دوباره در ۱۸۲۶ تا ۱۸۲۸ میلادی که با پیروزی ارتش روسیه همراه بود و پیمان ترکمانچای که پس از آن منعقد شد، روس‌ها تسلط و چیرگی خود بر تمامی نواحی شمال رود ارس از جمله شهر گنجه را قطعی کردند. پس از تصرف کامل شهر گنجه به دست روس‌ها، نام این شهر به افتخار الیزابت الکسی یوونا همسر الکساندر یکم، به الیزابت‌پول (به روسی: Елизаветполь) به معنی شهر الیزابت تغییر یافت؛ اگرچه مردم این شهر و دیگر نقاط قفقاز نام روسی را نپذیرفتند و باز هم نام گنجه را به کار بردند. این شهر در سال ۱۸۶۸ میلادی مرکز اداری فرمانداری الیزابت‌پول شد. شهر گنجه یا الیزابت‌پول پیش از سال ۱۸۶۸ بخشی از فرمانداری تفلیس بود.

### سده بیستم میلادی
شهر گنجه یکی از شهرهای اصلی در قفقاز بود که کشتار ارمنی-تاتار ۱۹۰۵–۱۹۰۷ در آن رخ داد و شمار فراوانی از ارمنی‌ها در آن کشته و زخمی شدند. گنجه در طول تاریخ همواره از شهرهایی بود که در آن جمعیت قابل توجهی ارمنی سکونت داشتند. در سال ۱۹۱۸ میلادی، گنجه پایتخت موقت جمهوری خلق آذربایجان شد و در آن زمان نام شهر دوباره به گنجه تغییر داده شد. در آوریل ۱۹۲۰، ارتش سرخ آذربایجان شهر گنجه را اشغال کرد و پس از آن در ماه مه ۱۹۲۰، گنجه صحنه یک شورش ضد شوروی با نام خیزش گنجه (۱۹۲۰) بود که طی آن درگیری هر دو سوی نبرد یعنی شورشیان و ارتش سرخ به شدت آسیب دیدند. در ادامه جمهوری شوروی سوسیالیستی آذربایجان بر کلیه مناطق تسلط پیدا کرد. در سال ۱۹۳۵ میلادی جوزف استالین نام شهر را به افتخار سرگئی کیروف به کیروف آباد تغییر داد. در سال ۱۹۹۱ میلادی، جمهوری آذربایجان استقلال خود را دوباره به دست آورد و نام قدیمی این شهر یعنی گنجه به آن بازگردانده شد. برای سال‌های متمادی لشکر ۱۰۴ نیروهای هوابرد شوروی در این شهر مستقر بود.
در نوامبر ۱۹۸۸ میلادی، کشتار کیروف‌آباد مردم ارمنی را مجبور به ترک شهر گنجه کرد.

### سده بیست و یکم میلادی

نمایی از شهر گنجه

بازسازی و زیباسازی شهر در سده بیست و یکم میلادی منجر به تغییرات چشمگیری در توسعه شهری این شهر شده‌است و شهر قدیمی دوران شوروی را به قطب ساختمان‌های بلندمرتبه و با کاربری گوناگون تبدیل کرده‌است.
در سال ۲۰۰۸ میلادی، دروازه‌های آرامگاه گنجه بر اساس طرح‌هایی از دروازه‌های گنجه قدیم که توسط ابراهیم عثمان اوغلو در سال ۱۰۶۳ ساخته شده بود بازطراحی شد.
گنجه به دلیل نزدیکی با نواحی مورد مناقشه ناگورنو قره‌باغ جایگاه راهبردی مهمی برای جمهوری آذربایجان به‌شمار می‌آید.
در سال ۲۰۲۰ میلادی و در جریان جنگ ناگورنو قره‌باغ (۲۰۲۰)، گنجه چندین بار مورد بمباران نیروهای مسلح ارمنستان قرار گرفت و منجر به کشته شدن ۳۲ غیرنظامی و زخمی شدن ده‌ها تن دیگر شد.
گنجه یکی از شهرهایی بود که در جنگ ناگورنو قره‌باغ (۲۰۲۰) آسیب دید. در ۱۱ اکتبر ۲۰۲۰ میلادی، ادعا شد یک بلوک مسکونی در شهر گنجه در اثر حمله موشکی شبانه ارمنستان ویران شد و منجر به کشته شدن ۱۰ غیرنظامی و زخمی شدن ۳۴ نفر دیگر شد. وزارت دفاع ارمنستان موشک‌باران از درون خاک کشور خود را شدیداً رد و انکار کرد؛ در حالی که مقامات جمهوری آرتساخ اعلام کردند که نیروهای ارمنی آرتساخ پایگاه نظامی گنجه را در فرودگاه بین‌المللی گنجه هدف قرار داده و منهدم کرده‌اند. علت حمله موشکی به این پایگاه، حملات موشکی و بمباران استپاناکرت، پایتخت جمهوری آرتساخ و دیگر نقاط آرتساخ توسط ارتش جمهوری آذربایجان بود. آن‌ها همچنین اعلام کردند که به مردم جمهوری آذربایجان اخطار داده شده تا برای جلوگیری از آسیب‌های جانبی، از مناطق نظامی دور شوند. به دنبال آن، خبرنگاری که از صحنه برای یک رسانه روسی گزارش می‌داد و هم مدیر فرودگاه گنجه، شلیک و بمباران فرودگاه را که از ماه مارس به علت دنیاگیری کووید-۱۹ فعال نبود، انکار کردند. در ۱۷ اکتبر، در اثر اصابت موشک بالستیک ارمنی SCUD B (R-17 Elbrus) به یک منطقه مسکونی در گنجه، ۲۱ غیرنظامی کشته و بیش از ۵۰ نفر زخمی شدند.

## آب و هوا
شهر گنجه بر اساس سامانه طبقه‌بندی اقلیمی کوپن دارای اقلیم نیمه‌خشک است.
| داده‌های اقلیم گنجه                                    | داده‌های اقلیم گنجه | داده‌های اقلیم گنجه | داده‌های اقلیم گنجه | داده‌های اقلیم گنجه | داده‌های اقلیم گنجه | داده‌های اقلیم گنجه | داده‌های اقلیم گنجه | داده‌های اقلیم گنجه | داده‌های اقلیم گنجه | داده‌های اقلیم گنجه | داده‌های اقلیم گنجه | داده‌های اقلیم گنجه | داده‌های اقلیم گنجه |
| ماه                                                   | ژانویه             | فوریه              | مارس               | آوریل              | مه                 | ژوئن               | ژوئیه              | اوت                | سپتامبر            | اکتبر              | نوامبر             | دسامبر             | سال                |
| ----------------------------------------------------- | ------------------ | ------------------ | ------------------ | ------------------ | ------------------ | ------------------ | ------------------ | ------------------ | ------------------ | ------------------ | ------------------ | ------------------ | ------------------ |
| سابقهٔ بیش‌ترین °C (°F)                                 | ۲۲٫۸ (۷۳)          | ۲۵٫۰ (۷۷)          | ۲۸٫۰ (۸۲)          | ۳۵٫۶ (۹۶)          | ۳۹٫۵ (۱۰۳)         | ۳۹٫۲ (۱۰۳)         | ۴۲٫۰ (۱۰۸)         | ۴۱٫۷ (۱۰۷)         | ۳۸٫۸ (۱۰۲)         | ۳۳٫۴ (۹۲)          | ۲۸٫۰ (۸۲)          | ۲۳٫۳ (۷۴)          | ۴۲٫۰ (۱۰۸)         |
| میانگین بیش‌ترین °C (°F)                               | ۷٫۰ (۴۵)           | ۸٫۲ (۴۷)           | ۱۲٫۷ (۵۵)          | ۱۸٫۷ (۶۶)          | ۲۳٫۴ (۷۴)          | ۲۸٫۷ (۸۴)          | ۳۱٫۶ (۸۹)          | ۳۱٫۱ (۸۸)          | ۲۶٫۳ (۷۹)          | ۱۹٫۵ (۶۷)          | ۱۲٫۹ (۵۵)          | ۸٫۴ (۴۷)           | ۱۹٫۰ (۶۶)          |
| میانگین روزانه °C (°F)                                | ۳٫۲ (۳۸)           | ۳٫۹ (۳۹)           | ۷٫۸ (۴۶)           | ۱۳٫۴ (۵۶)          | ۱۸٫۱ (۶۵)          | ۲۳٫۲ (۷۴)          | ۲۶٫۲ (۷۹)          | ۲۵٫۶ (۷۸)          | ۲۱٫۱ (۷۰)          | ۱۵٫۰ (۵۹)          | ۸٫۹ (۴۸)           | ۴٫۷ (۴۰)           | ۱۴٫۳ (۵۸)          |
| میانگین کم‌ترین °C (°F)                                | ۰٫۵ (۳۳)           | ۱٫۰ (۳۴)           | ۴٫۳ (۴۰)           | ۹٫۴ (۴۹)           | ۱۳٫۸ (۵۷)          | ۱۸٫۶ (۶۵)          | ۲۱٫۴ (۷۱)          | ۲۱٫۰ (۷۰)          | ۱۶٫۸ (۶۲)          | ۱۱٫۶ (۵۳)          | ۶٫۲ (۴۳)           | ۲٫۱ (۳۶)           | ۱۰٫۶ (۵۱)          |
| سابقهٔ کم‌ترین °C (°F)                                  | −۱۷٫۸ (۰)          | −۱۵٫۲ (۵)          | −۱۲٫۰ (۱۰)         | −۴٫۴ (۲۴)          | ۱٫۵ (۳۵)           | ۵٫۸ (۴۲)           | ۱۰٫۱ (۵۰)          | ۱۰٫۵ (۵۱)          | ۲٫۸ (۳۷)           | −۱٫۳ (۳۰)          | −۷٫۹ (۱۸)          | −۱۳٫۰ (۹)          | −۱۷٫۸ (۰)          |
| بارندگی میلی‌متر (اینچ)                                | ۸ (۰٫۳۱)           | ۱۲ (۰٫۴۷)          | ۲۴ (۰٫۹۴)          | ۳۱ (۱٫۲۲)          | ۴۰ (۱٫۵۷)          | ۳۲ (۱٫۲۶)          | ۱۷ (۰٫۶۷)          | ۱۵ (۰٫۵۹)          | ۱۵ (۰٫۵۹)          | ۲۴ (۰٫۹۴)          | ۱۶ (۰٫۶۳)          | ۷ (۰٫۲۸)           | ۲۴۱ (۹٫۴۹)         |
| میانگین روزهای بارندگی (≥ ۰.۱ mm)                     | ۷٫۰                | ۷٫۰                | ۸٫۰                | ۸٫۲                | ۹٫۰                | ۷٫۰                | ۴٫۰                | ۳٫۰                | ۴٫۰                | ۶٫۳                | ۶٫۵                | ۶٫۰                | ۷۶٫۰               |
| میانگین روزهای بارانی                                 | ۳                  | ۴                  | ۶                  | ۸                  | ۹                  | ۶                  | ۴                  | ۳                  | ۴                  | ۶                  | ۶                  | ۴                  | ۶۳                 |
| میانگین روزهای برفی                                   | ۳                  | ۵                  | ۲                  | ۰٫۲                | ۰                  | ۰                  | ۰                  | ۰                  | ۰                  | ۰٫۴                | ۱                  | ۲                  | ۱۴                 |
| درصد رطوبت                                            | ۷۱                 | ۷۱                 | ۶۸                 | ۷۰                 | ۶۸                 | ۶۱                 | ۵۹                 | ۶۱                 | ۶۵                 | ۷۴                 | ۷۶                 | ۷۴                 | ۶۸                 |
| میانگین روزانه ساعت‌های تابش آفتاب                     | ۱۲۰                | ۱۱۳                | ۱۴۱                | ۱۸۲                | ۲۲۹                | ۲۶۷                | ۲۷۸                | ۲۵۲                | ۲۱۲                | ۱۶۸                | ۱۲۳                | ۱۱۵                | ۲٬۲۰۰              |
| منبع شماره ۱: Deutscher Wetterdienst (sun, 1961–1990) |                    |                    |                    |                    |                    |                    |                    |                    |                    |                    |                    |                    |                    |
| منبع شماره ۲: Pogoda.ru.net                           |                    |                    |                    |                    |                    |                    |                    |                    |                    |                    |                    |                    |                    |

## تقسیمات شهری
امروزه گنجه به ۲ رایون (منطقه اداری) کپز و نظامی تقسیم شده‌است. هم‌اکنون نیازی بایراموف شهردار این شهر است. گنجه دارای ۶ شهرک اداری به نام‌های حاجی‌کند، جوادخان، شیخ‌زمان‌لی، ناتوان، مهستی و سدیل‌لی است.

### منطقه کپز
منطقه کپز (Kəpəz rayonu) بر اساس تصمیم شورای عالی اتحاد جماهیر شوروی و جمهوری شوروی سوسیالیستی آذربایجان در ۲۱ نوامبر ۱۹۸۰ میلادی تأسیس شد. این ناحیه از ۲ ناحیه اداری و ۶ شهرک اداری تشکیل شده‌است. مساحت آن تقریباً ۷۰ کیلومتر مربع (۲۷ مایل مربع) با ۱۷۸۰۰۰ نفر جمعیت است.

### منطقه نظامی
منطقه نظامی (Nizami rayonu) نیز در ۲۱ نوامبر ۱۹۸۰ میلادی بر اساس تصمیم اتحاد جماهیر شوروی و جمهوری شوروی سوسیالیستی آذربایجان به عنوان منطقه گنجه در شهر کیروف آباد بنیان نهاده شد. هنگامی که نام تاریخی گنجه بازسازی شد و نام این شهر در سال ۱۹۸۹ میلادی به گنجه بازگشت، نام این منطقه نیز به نظامی تغییر یافت. این ناحیه از ۲ بخش اداری تشکیل شده‌است. مساحت این منطقه تقریباً ۳۹ کیلومتر مربع (۱۵ مایل مربع) و جمعیت آن ۱۴۸۰۰۰ نفر است.

## جمعیت‌شناسی
گنجه پس از باکو و سومقاییت با حدود ۳۳۵۶۰۰ تن جمعیت سومین شهر بزرگ و پرجمعیت جمهوری آذربایجان است. در این شهر شمار زیادی پناهنده آذری از ارمنستان و آوارگان آذری اهل قره‌باغ و مناطق اطراف نیز سکونت دارند. شمار آن‌ها در سال ۲۰۱۱ بیش از ۳۳۰۰۰ تن تخمین زده شد.
شمار مردم لزگی در گنجه نزدیک ۲۰ هزار نفر است.
شهر علاوه بر مسلمانان دارای یک گروه جمعیتی بزرگ از ارمنی‌ها هم بوده‌است. نام ارمنی این شهر گندزک (Գանձակ) بوده‌است که از گندز (անձ) گرفته شده‌است. این عبارت وام‌واژه‌ای از زبان فارسی قدیم به معنای گنج و ثروت است.
بر اساس آمار کمیته آمار دولتی جمهوری آذربایجان، تا سال ۲۰۱۸ میلادی، جمعیت شهر ۳۳۲۶۰۰ تن ثبت شده‌است که از سال ۲۰۰۰ میلادی، ۳۱۹۰۰ تن (حدود ۱۰٫۶٪) افزایش یافته‌است. ۱۶۲۳۰۰ از کل جمعیت را مردان و ۱۷۰۳۰۰ را زنان تشکیل می‌دهند. جمعیت شهر گنجه در سال ۲۰۲۱ برابر با ۳۴۴٬۱۰۸ نفر بوده‌است که از این لحاظ سومین شهر پرجمعیت جمهوری آذربایجان می‌باشد.بیش از ۲۶ درصد جمعیت (حدود ۸۶۵۰۰ تن) از جوانان و نوجوانان ۱۴ تا ۲۹ ساله تشکیل شده‌است.
| منطقه       | ۲۰۰۰  | ۲۰۱۴  | ۲۰۱۵  | ۲۰۱۶  | ۲۰۱۷  | ۲۰۱۸  |
| ----------- | ----- | ----- | ----- | ----- | ----- | ----- |
| شهر گنجه    | ۳۰۰٫۷ | ۳۲۴٫۷ | ۳۲۸٫۴ | ۳۳۰٫۱ | ۳۳۱٫۴ | ۳۳۲٫۶ |
| منطقه نظامی | ...   | ۱۴۹٫۳ | ۱۵۰٫۴ | ۱۵۱٫۲ | ۱۵۱٫۶ | ۱۵۲٫۰ |
| منطقه کپز   | ...   | ۱۷۵٫۴ | ۱۷۸٫۰ | ۱۷۸٫۹ | ۱۷۹٫۸ | ۱۸۰٫۶ |

### جامعه ارمنیان گنجه
افزون بر مسلمانان فارسی‌زبان و ترک‌زبان، این شهر دارای یک جامعه ارمنی مسیحی با جمعیت قابل توجه نیز بوده‌است.
شخصیت‌های ارمنی مهم تاریخی شهر عبارتند از:
- اوشین بنیان‌گذار دودمان هتومی، که فرمانده دژی در نزدیکی گنجه بود و در سال ۱۰۷۵ در جریان حمله سلجوقیان به ارمنستان به کیلیکیه گریخت.[۸۹][۹۰]
- مخیتار گش، فیلسوف سده دوازدهم میلادی، نویسنده مجموعه قوانینی که در ارمنستان، پادشاهی ارمنی کیلیکیه و جوامع ارمنی مهاجر در اروپا استفاده می‌شد.
- گیراگوس گنجه‌ای، تاریخ‌نگار سده سیزدهم
- وارطان آرولتسی، ریاضی‌دان سده سیزدهم
- گریگور پارون تر، پدرسالار ارمنی اورشلیم در سال‌های ۱۶۱۳–۱۶۴۵
- کارو هالابیان، معمار اهل شوروی
- آسکاناز مراویان، دبیر حزب کمونیست ارمنستان (اتحاد شوروی)
- آبراهام آلیخانوف و آرتیوم آلیخانیان، فیزیک‌دان
- سرگئی آدیان، ریاضی‌دان اهل شوروی
- آلبرت آزاریان، ژیمناستیک هنری و قهرمان المپیک[۹۱]

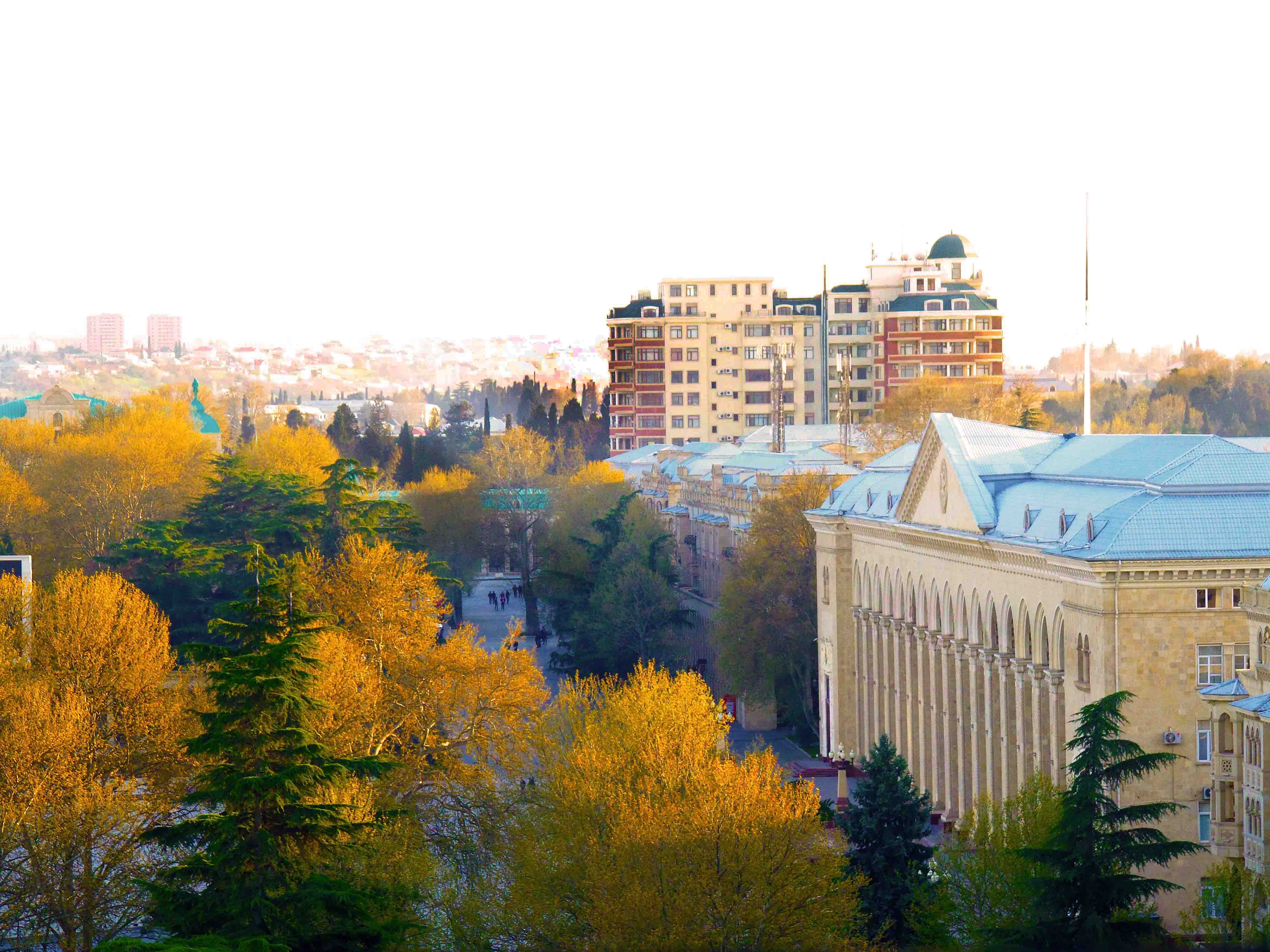
نمایی از شهر گنجه

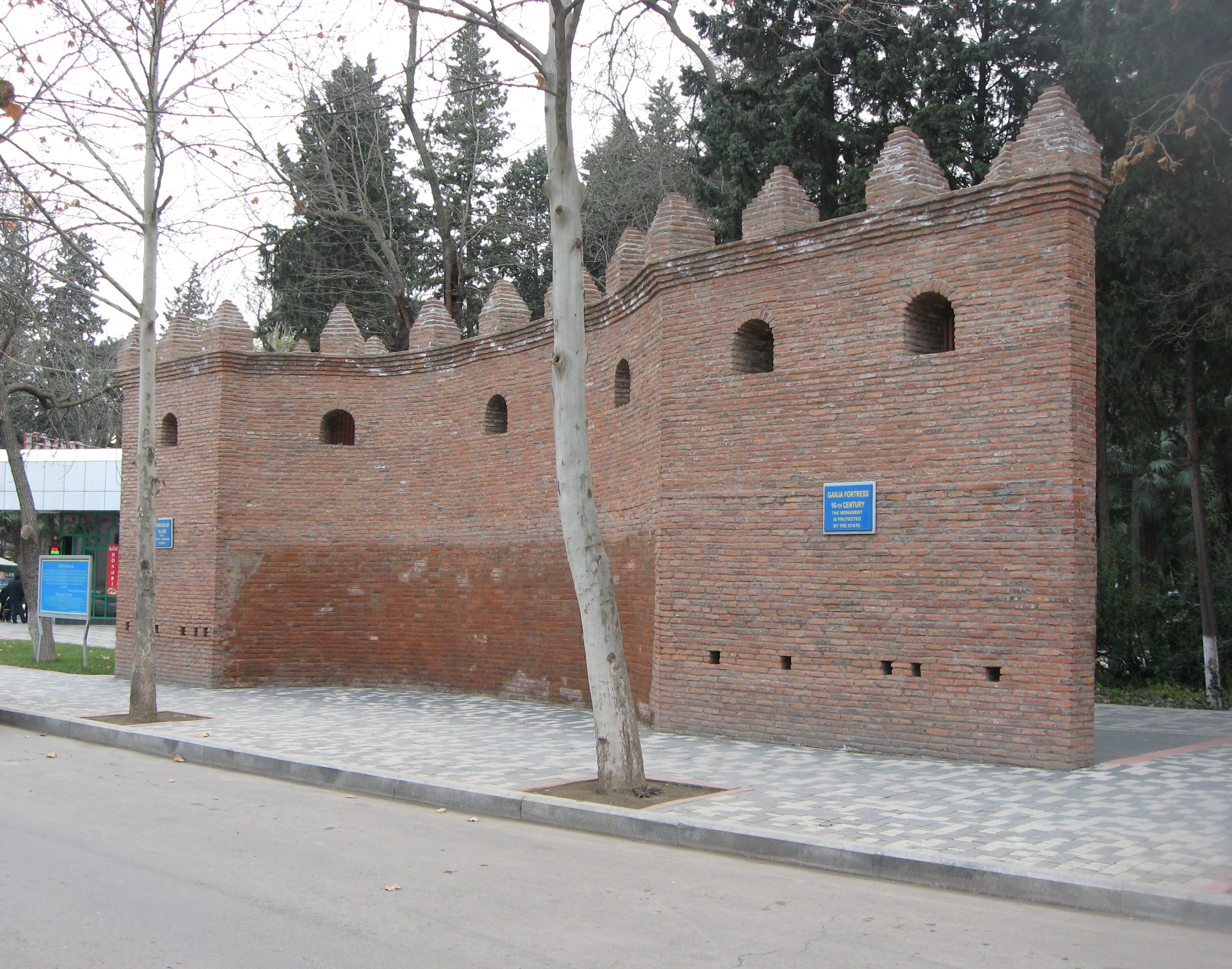
بازمانده‌های دژ گنجه

## دین

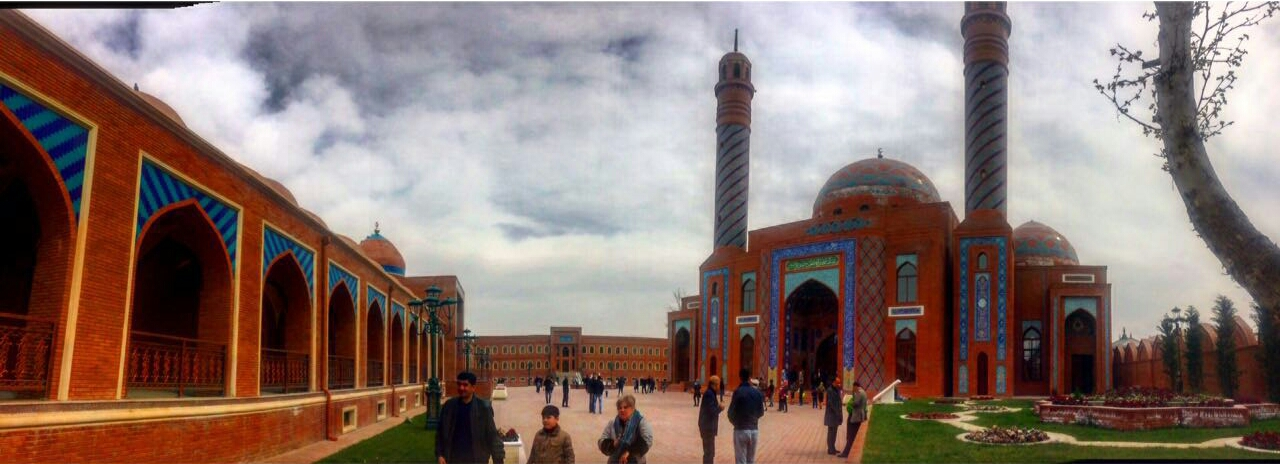
مجموعه امامزاده در شهر گنجه

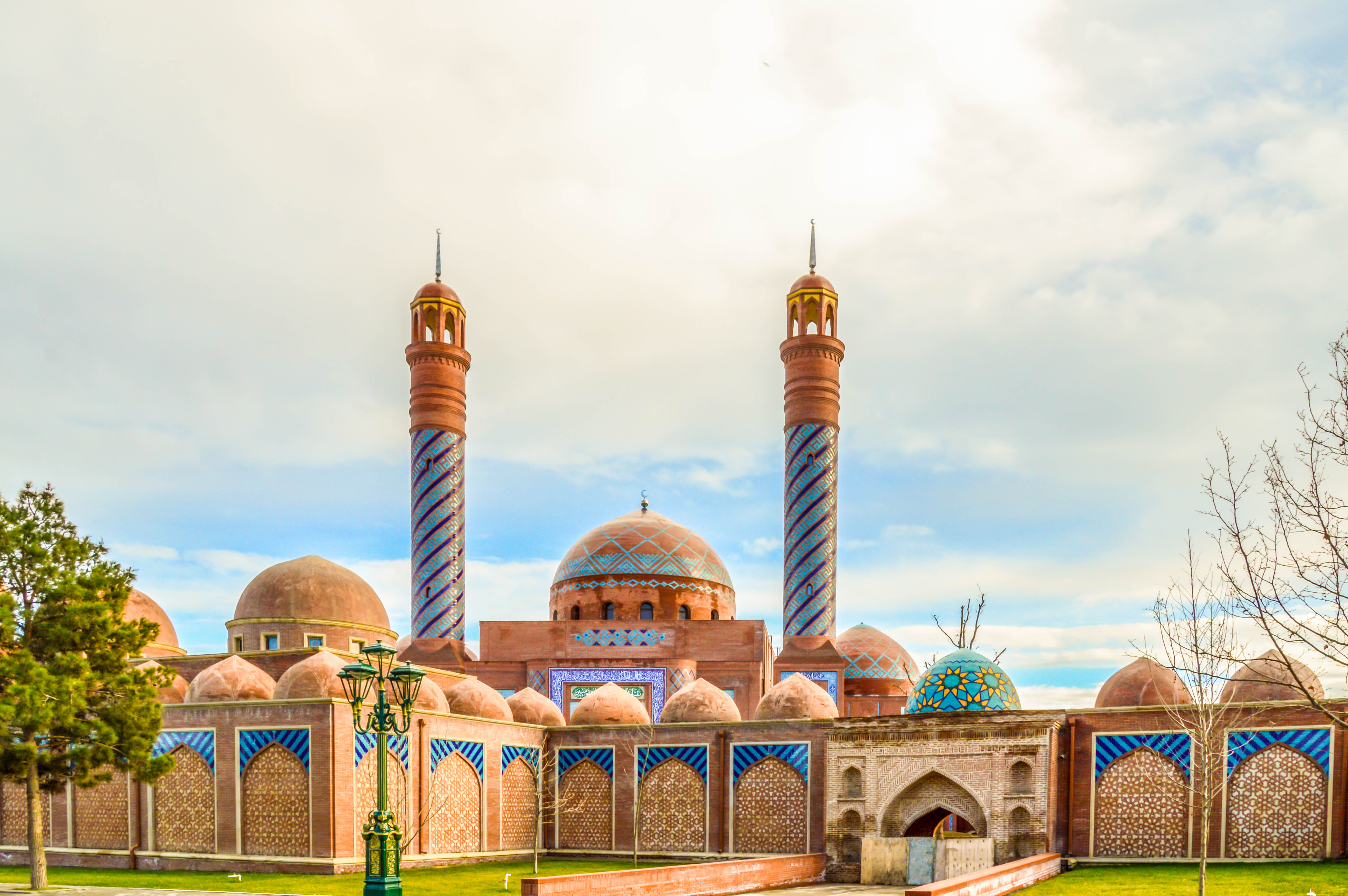
مجموعه امامزاده در شهر گنجه

منظر شهری گنجه توسط جوامع زیادی شکل گرفته‌است. گوناگونی مذهبی با مهاجرت بیشتر ارمنی‌ها، اسلاوها، یهودیان و آلمانی‌ها در دهه‌های گذشته بسیار کاهش یافته‌است. بیشتر جمعیت گنجه پیرو دین اسلام و مذهب شیعه هستند. بیشتر اهالی جمهوری آذربایجان شیعه‌مذهب هستند و این کشور پس از ایران و پاکستان سومین کشور با بیشترین درصد جمعیت شیعیان در جهان است. در این شهر تعداد مساجد قابل توجهی وجود دارد از جمله مسجد شاه عباس (گنجه)، مسجد گوی امام، مسجد شاهسون‌لر، مسجد قرخ‌لی و مسجد قزاق‌لار.

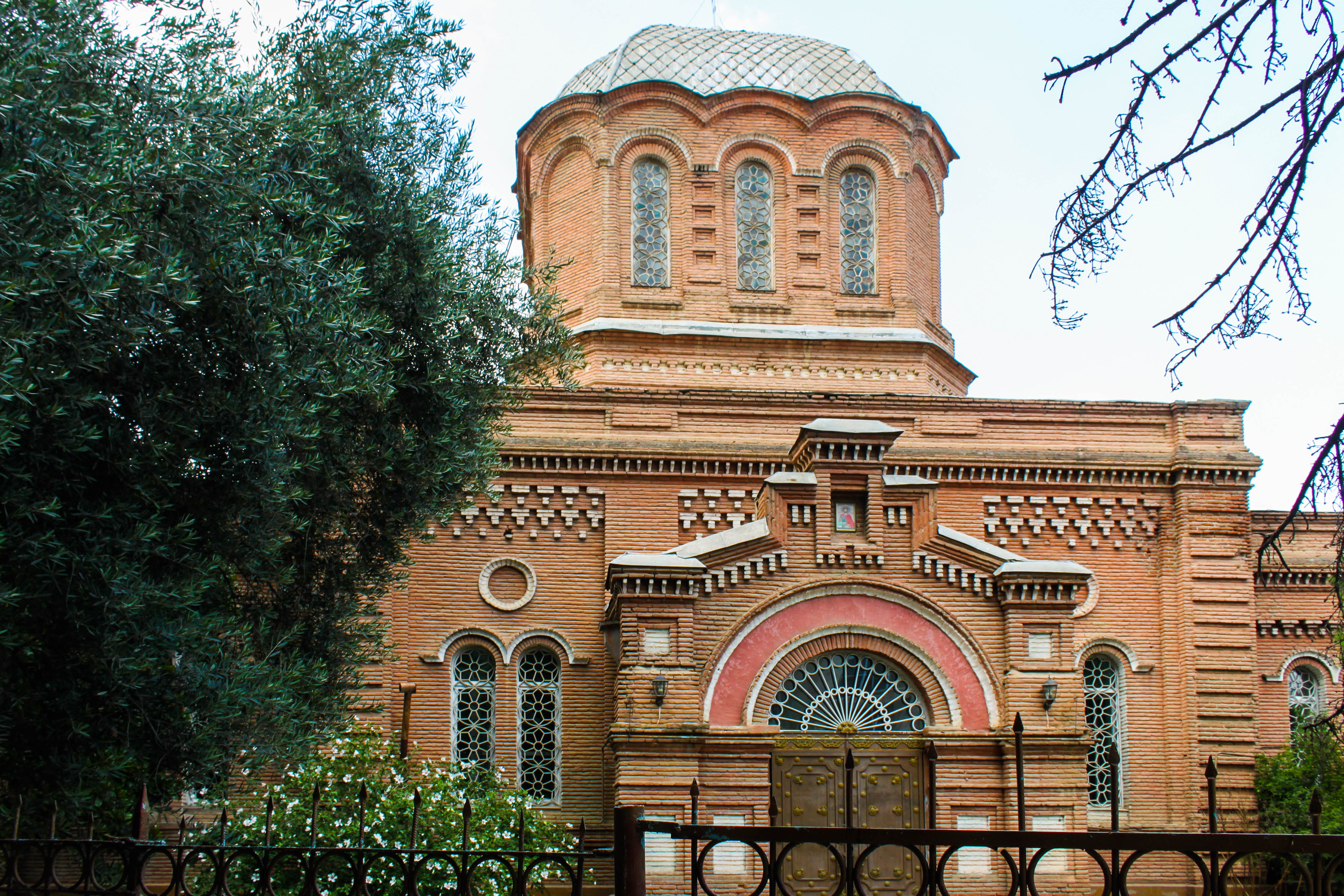
کلیسای الکساندر نوسکی در شهر گنجه

برخی از دین‌های دیگر از جمله مسیحیت در شهر دیده می‌شود. کلیسای الکساندر نوسکی، کلیسای لوتریانیسم آلمانی، کلیسای سنت جان و کلیسای سنت سرکیس در این شهر قرار دارند. پیش از کشتار کیروف‌آباد در سال ۱۹۸۸ میلادی جامعه قابل توجهی از مسیحیان ارمنی در این شهر زندگی می‌کردند.

## اقتصاد
اقتصاد گنجه تا حدی مبتنی بر کشاورزی و تا حدی مبتنی بر گردشگری است. همچنین برخی صنایع از جمله استخراج فلزاتی چون آهن، مس و آلومینیوم و فرآوری آن‌ها، صنایع چینی، ابریشم و کفش نیز در این شهر وجود دارد. در حوزه کشاورزی صنایع غذا، انگور و پنبه با زمین‌های کشاورزی پیرامون شهر گسترش یافته‌است.
این شهر یکی از بزرگ‌ترین مجتمع‌های نساجی جمهوری آذربایجان را دارد و به دلیل پارچه‌ای به نام ابریشم گنجه که بالاترین امتیاز را در بازارهای کشورهای همسایه و خاورمیانه دریافت کرده‌است، شناخته‌شده‌است.
مردم عمدتاً در بخش‌های تولید، آموزش، ترابری، بخش‌های خدمات و پذیرایی مشغول به کار هستند. در مجموع صنایع آلومینیوم، خودروسازی و شراب‌سازی در حال توسعه هستند.

### بازارها، مراکز خرید و گردشگری

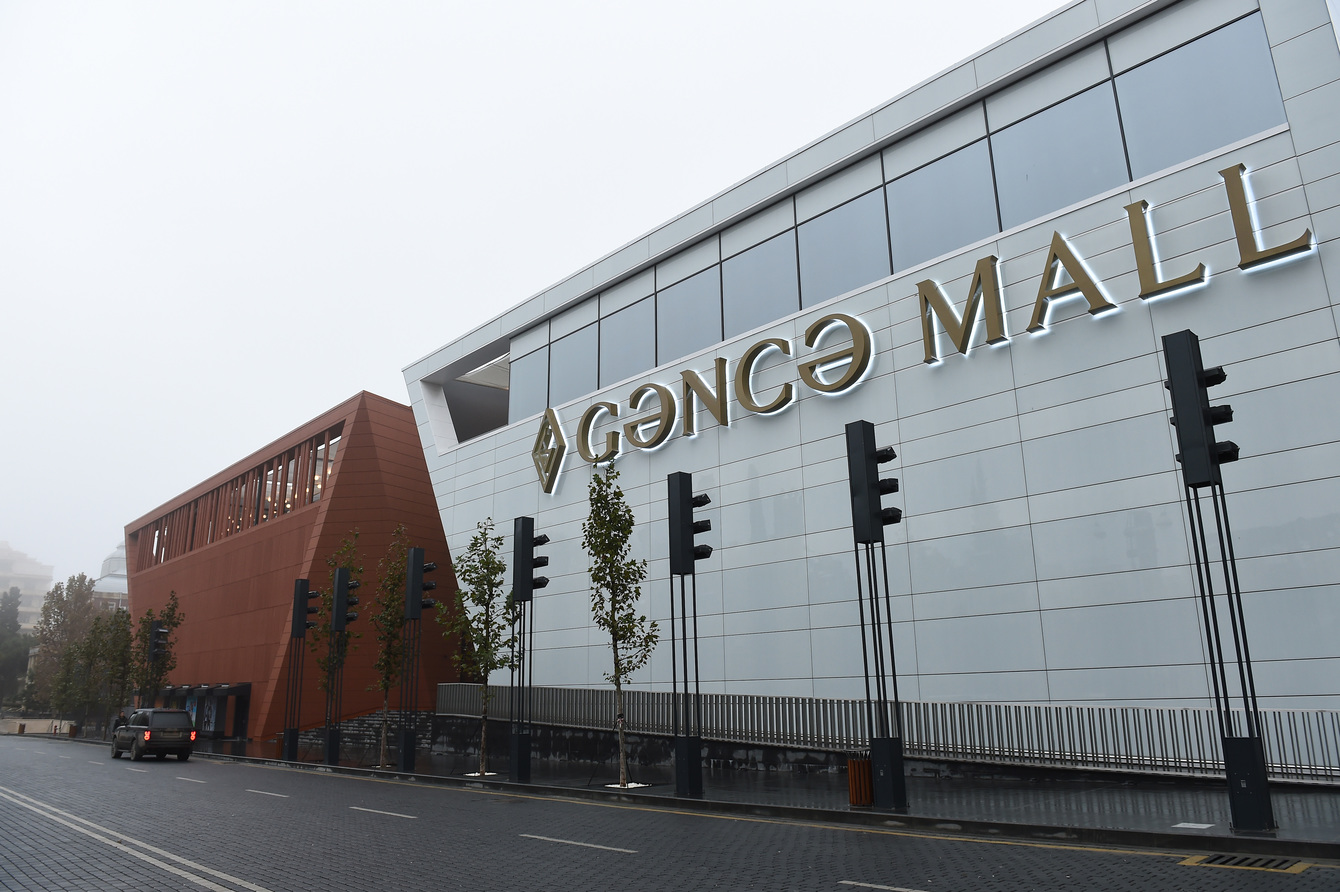
گنجه مال

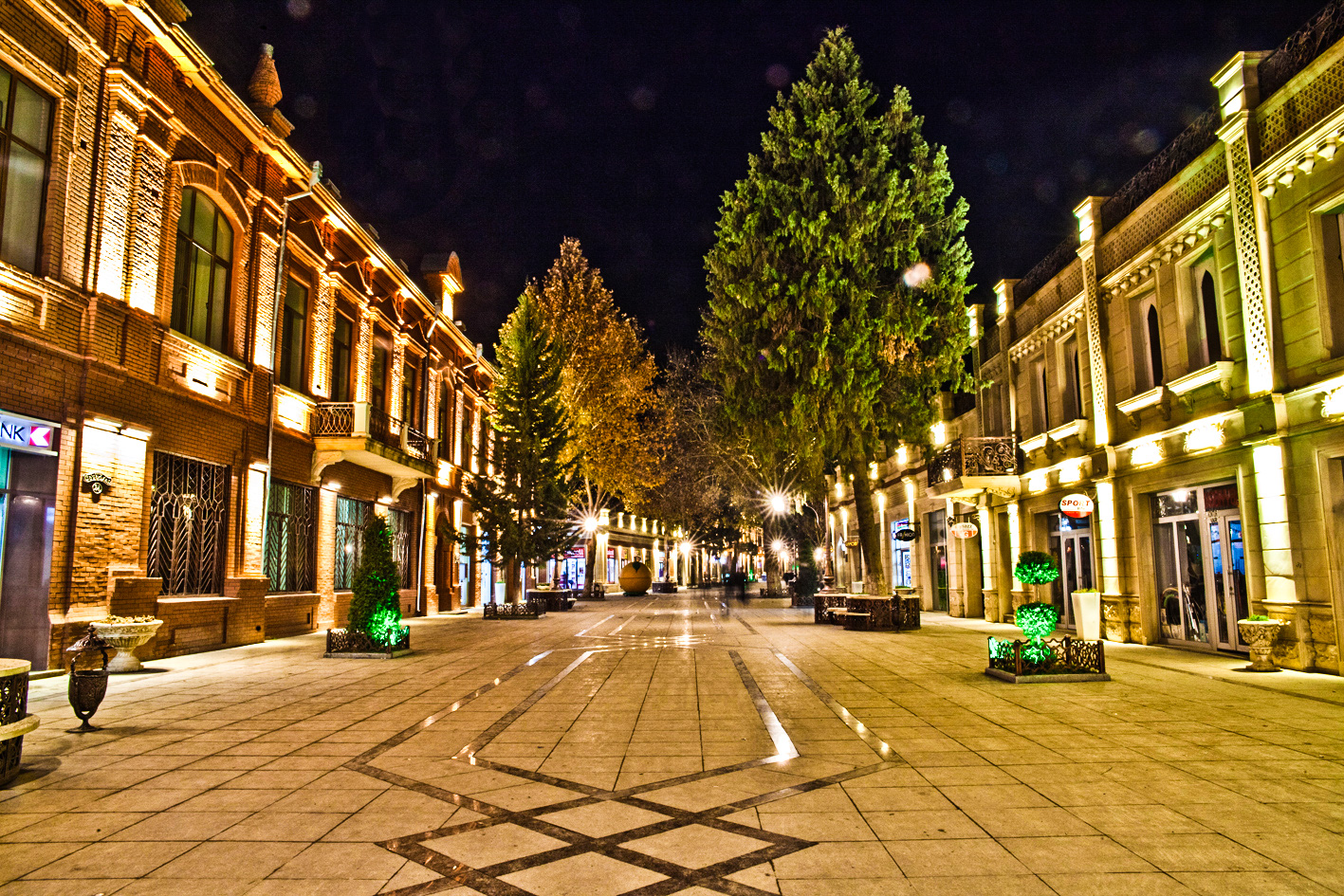
خیابان جوادخان در گنجه

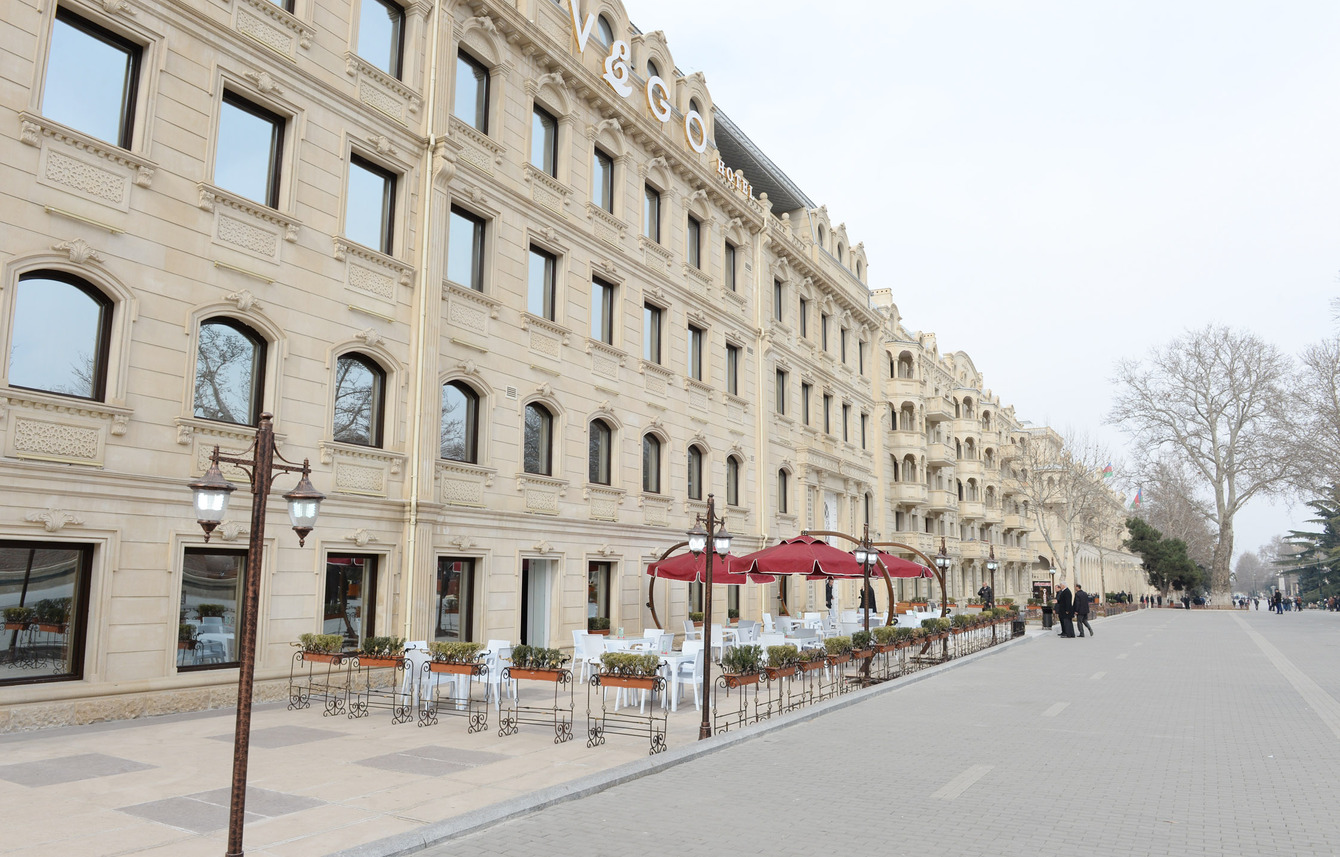
هتل وگو در گنجه

شهر گنجه دارای شمار فراوانی از بازارهای سنتی، مغازه‌ها و پاساژهای مدرن است. خیابان جوادخان یکی از خیابان‌های بافت قدیمی شهر گنجه است. گنجه مال یکی از پاساژهای مدرن شهر است که میان سال‌های ۲۰۱۴ تا ۲۰۱۷ میلادی ساخته شد و بزرگ‌ترین مرکز خرید شهر به‌شمار می‌رود. از دیگر مراکز خرید می‌توان به پارک خمسه، مرکز خرید تقی‌اف و پارک آئورا اشاره کرد.
گنجه با بناهای تاریخی مانند آرامگاه نظامی گنجوی، دروازه‌های باستانی گنجه، مسجد شاه عباس، مجموعه امامزاده، آرامگاه جوادخان، گرمابه چوکک و کاروانسرای شاه عباس یکی از مقاصد گردشگری سرشناس جمهوری آذربایجان است.
از دیگر نقاط گردشگری و تفریحی می‌توان به خیابان جواد خان، طاق پیروزی، مرکز حیدر علی‌اف، میدان پرچم و منطقه تفریحی حاجی‌کند اشاره کرد. همچنین شماری از جاذبه‌های طبیعی مانند پارک ملی گوی‌گول و دریاچه گوی‌گول، دریاچه مارال‌گول، کوه کپز و رشته‌کوه مراوی در نزدیکی شهر گنجه قرار دارند.

## فرهنگ
این شهر از سال ۲۰۱۲ میلادی، به همراه شهرهای باکو و لنکران در جنبش ساعت زمین شرکت می‌کنند.

### موزه‌ها

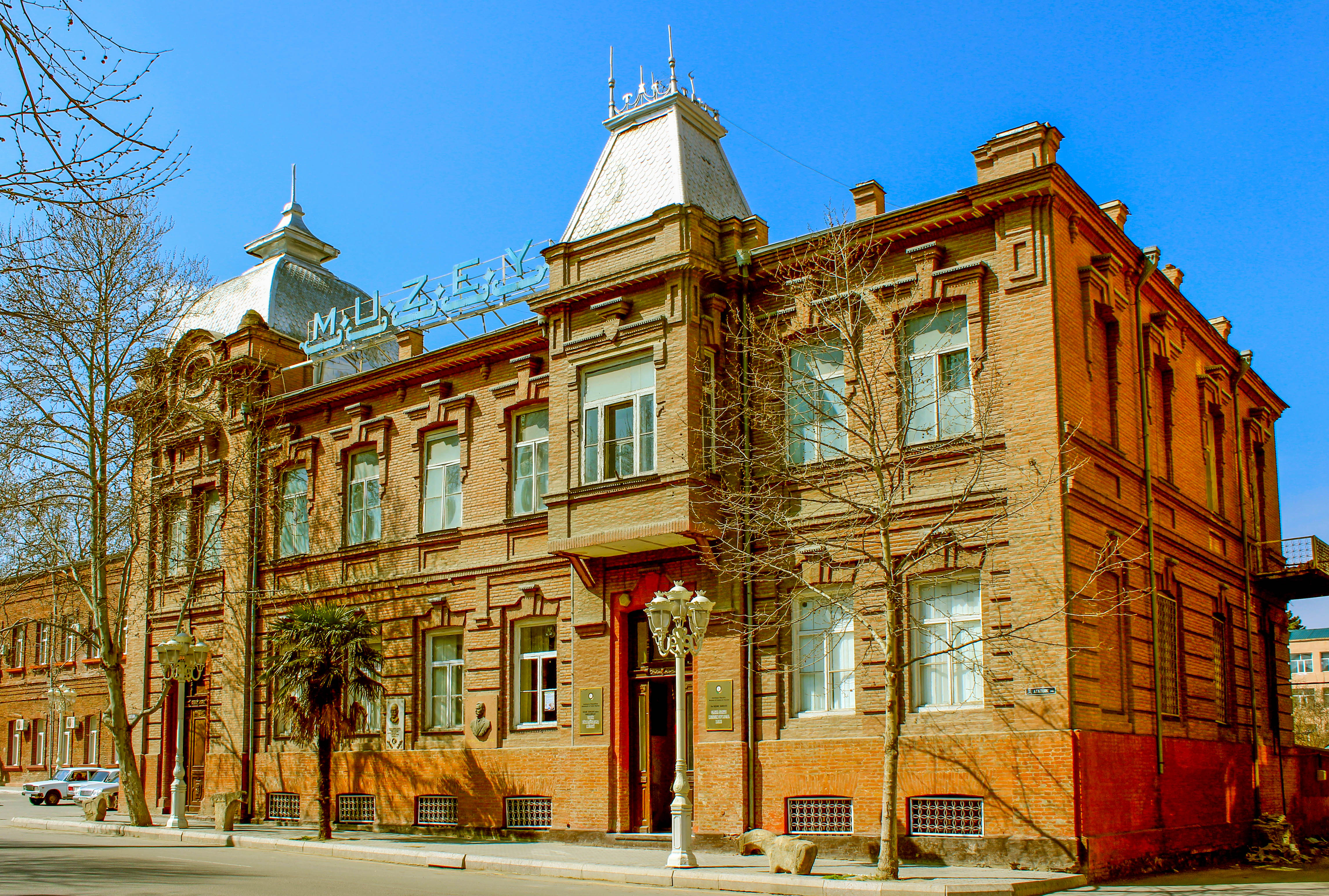
موزه دولتی مردم‌شناسی گنجه

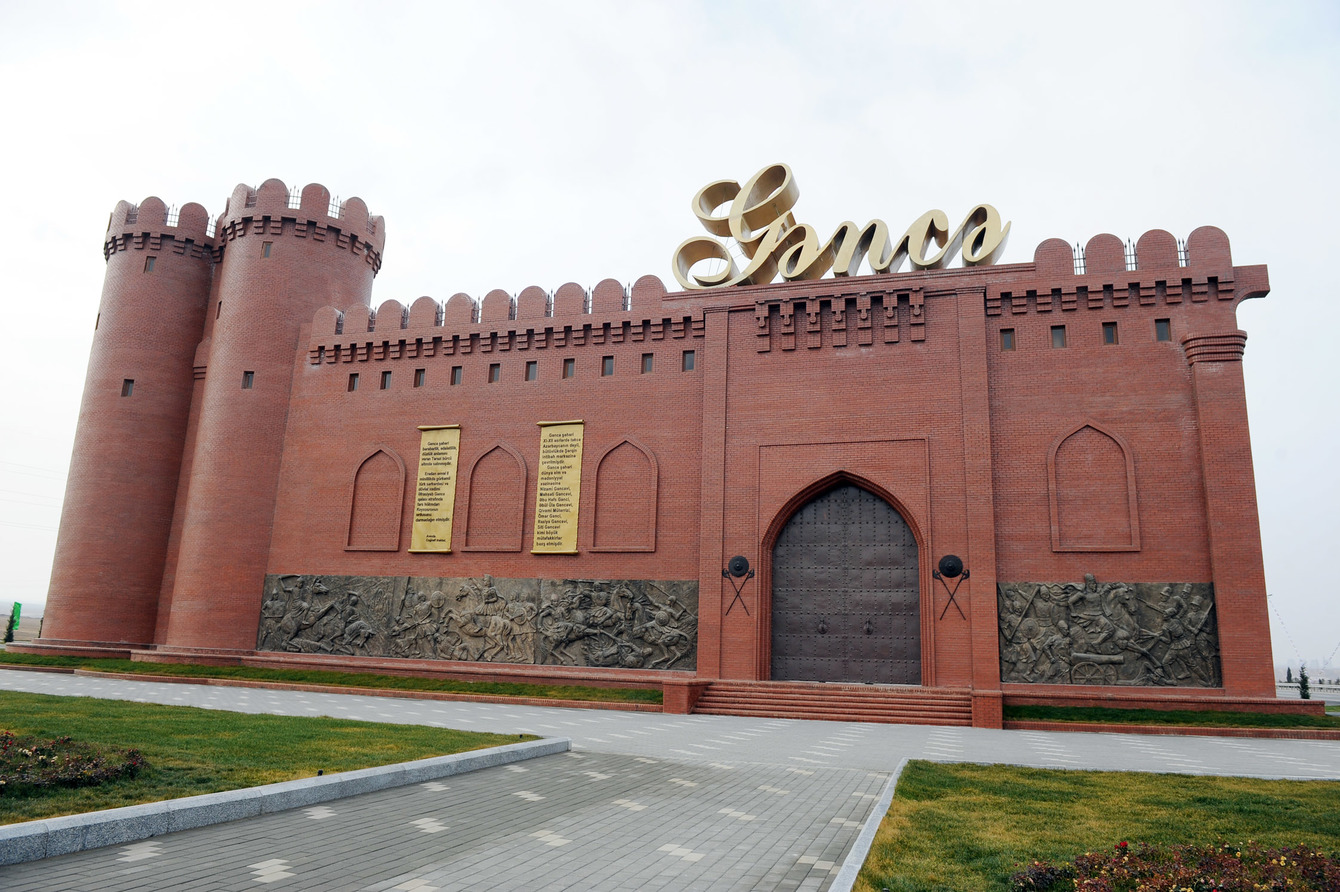
دروازه‌های دژ گنجه - موزه باستان‌شناسی و مردم‌شناسی

موزه دولتی مردم‌شناسی گنجه قدیمی‌ترین موزه این شهر است که بیش از ۳۰۰۰۰ اثر باستانی در آن نگهداری می‌شود. این شهر همچنین میزبان موزه نظامی گنجوی است که در سال ۲۰۱۴ ساخته شده است. این موزه شامل یک بخش پژوهشی، یک کتابخانه، یک اتاق همایش و گوشه‌هایی برای استراحت مهمانان و گردشگران است.
از دیگر موزه‌ها می‌توان به موزه حیدر علی‌اف، خانه موزه میر جلال پاشایف، خانه-موزه یادبود نظامی گنجوی، خانه-موزه یادبود اسرافیل محمدف، موزه کتاب‌های مینیاتوری، مجموعه بناهای یادبود «دروازه‌های دژ گنجه - موزه باستان‌شناسی و مردم‌شناسی»، مرکز فرهنگی به نام مهستی گنجوی و موزه هنرهای مدرن اشاره کرد.

### نگارخانه‌ها
نگارخانه هنری دولتی گنجه در ماه آوریل ۱۹۸۴ طبق تصمیم شورای وزیران جمهوری شوروی سوسیالیستی آذربایجان بنیان‌گذاری شد. سرپرستی این نگارخانه بر عهده هنرمند فرش‌بافی، فائق عثمان‌اف است.

### معماری

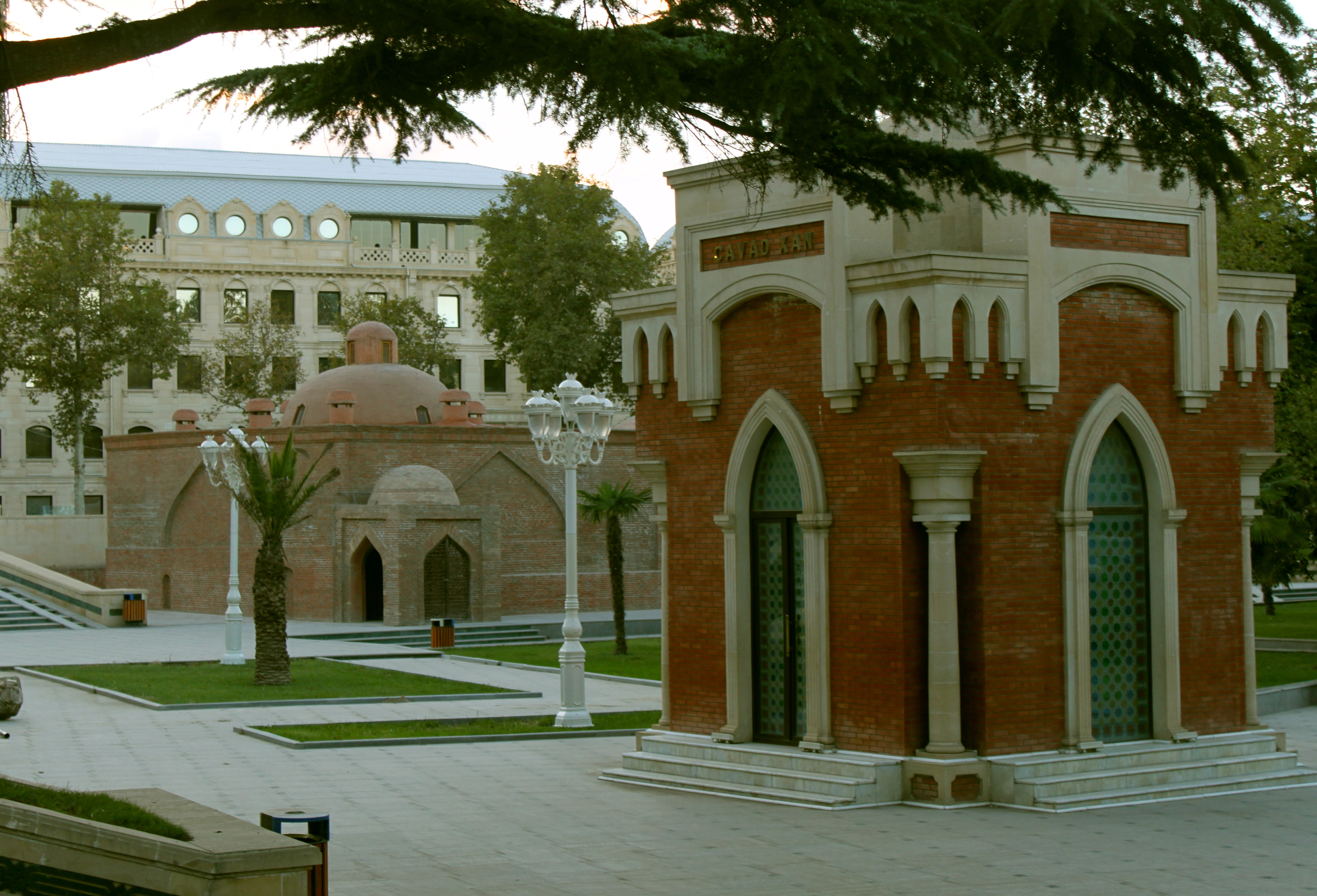
نمایی از گرمابه چوکک و آرامگاه جوادخان

گنجه در درجه نخست به خاطر معماری قفقازی و اسلامی خود شناخته می‌شود، اما ساختمان‌های آن بازتاب‌دهنده اقوام و دودمان‌های گوناگونی است که پیش‌تر بر این شهر حکومت می‌کرده‌اند. در دوره خانات گنجه، خان‌ها با ساختن مساجد و خانه‌های بلند از آجرهای قرمز، اثر مهمی بر معماری گنجه گذاشتند.

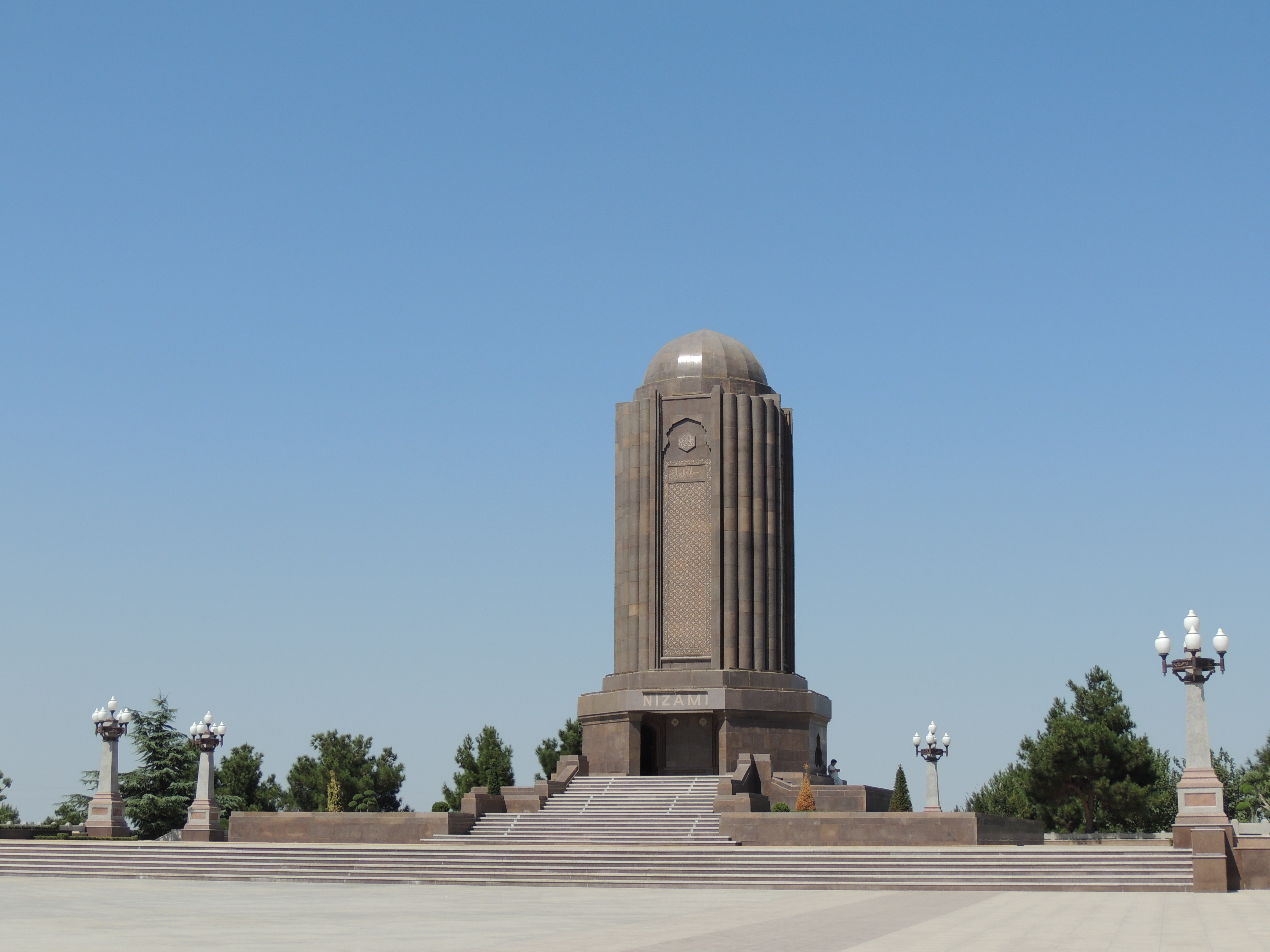
آرامگاه نظامی گنجوی

از قدیمی‌ترین نمونه‌های باقی‌مانده از معماری اسلامی در شهر گنجه می‌توان به آرامگاه نظامی گنجوی و کاروانسرای شاه عباس اشاره کرد. محوطه پیرامون و درون مساجد، شامل نمونه‌های بسیار خوبی از معماری سنتی مانند گرمابه چوکک است.
یکی دیگر از ساختمان‌های جالب در این شهر، خانه بطری گنجه است.

تالار فیلارمونیک دولتی گنجه

### موسیقی و رسانه
تالار فیلارمونیک دولتی گنجه در اوت ۱۹۹۰ طبق تصمیم وزارت فرهنگ جمهوری سوسیالیستی آذربایجان تأسیس شد. در ۲۱ ژانویه ۲۰۱۲، رئیس جمهور جمهوری آذربایجان الهام علی‌اف، پایه‌های فیلارمونیک دولتی گنجه را بنا نهاد. این مرکز شامل یک سالن کنسرت ۱۲۰۰ نفره، یک سینمای روباز، یک گالری نقاشی، یک مرکز شهری و یک برج رصد است. ساختمان جدید تالار فیلارمونیک در سال ۲۰۱۷ مورد بهره‌برداری قرار گرفت. گروه موسیقی و رقص دولتی گوی‌گول، ارکستر سازهای محلی و ارکستر مجلسی دولتی گنجه تحت نظارت فیلارمونیک دولتی گنجه فعالیت می‌کنند.
دفتر مرکزی دو کانال منطقه‌ای، کپز تی‌وی و آلترناتیو تی‌وی، در گنجه قرار دارد.
دو روزنامه در گنجه به نام‌های صدای گنجه Gəncənin səsi و Novosti Qyandji منتشر می‌شود.

### تئاترها

#### تئاتر درام دولتی گنجه
ساختمان تئاتر درام دولتی گنجه توسط کارآفرین آلمانی، کریستوفر فورر، در دهه ۱۸۸۰ میلادی ساخته شد. تئاتر درام گنجه در سال ۱۹۲۱ در باکو با نام Tənqid-təbliğ (به معنای انتقاد-تبلیغ) تأسیس شد. در سال ۱۹۳۵ این تئاتر به همراه کارکنانش به گنجه نقل مکان کرد و تا سال ۱۹۹۰ با نام‌های گوناگون به فعالیت خود در آن ادامه داد. این تئاتر از سال ۱۹۹۰ به عنوان تئاتر درام دولتی گنجه شناخته می‌شود.

#### تئاتر عروسکی دولتی گنجه

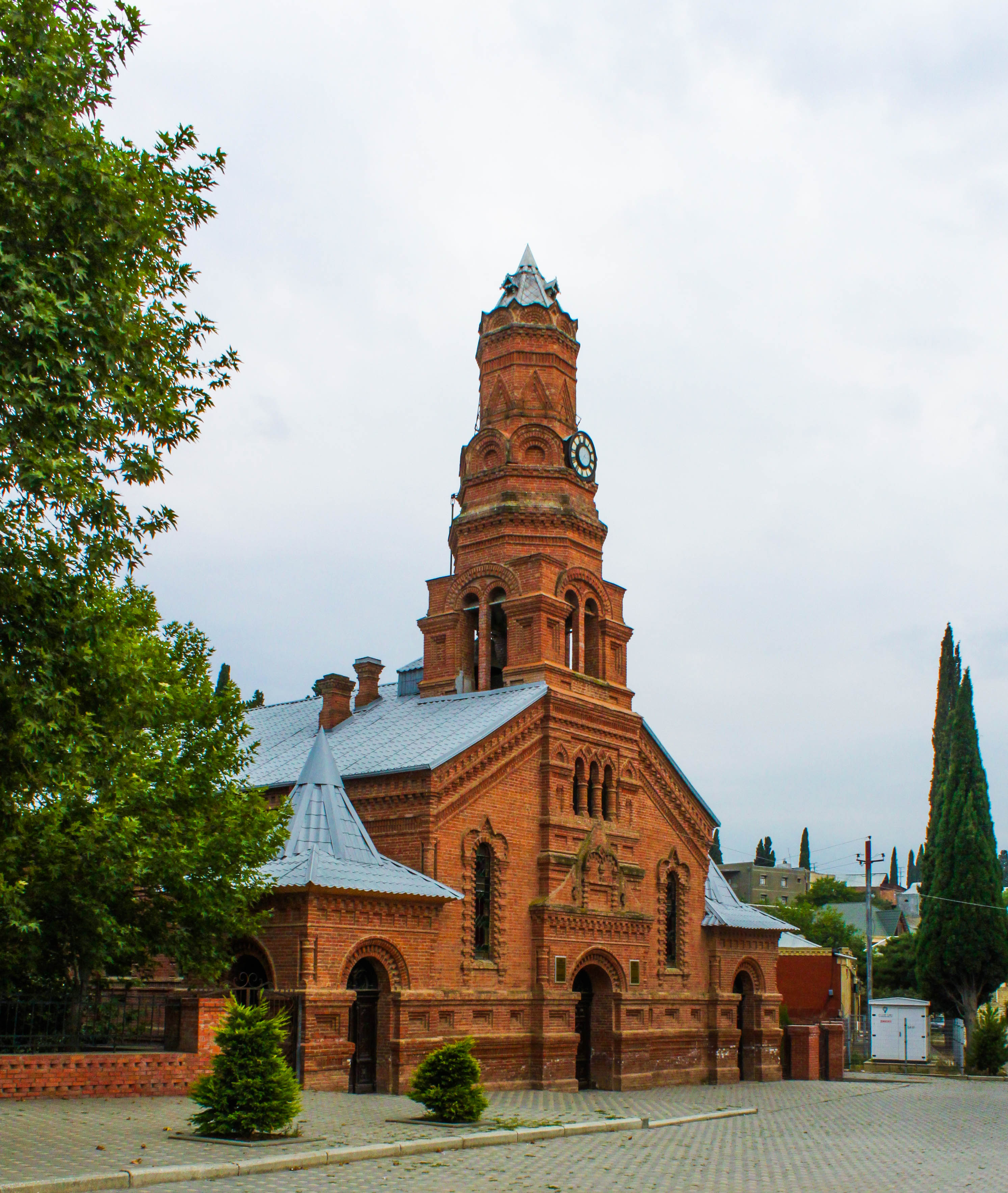
تئاتر عروسکی دولتی گنجه

تئاتر عروسکی دولتی گنجه طبق مصوبه شماره ۲۹۹ شورای وزیران جمهوری سوسیالیستی آذربایجان شوروی در سپتامبر ۱۹۸۶ تأسیس شد. پیش از دریافت عنوان «تئاتر دولتی» در سال ۱۹۸۶، به عنوان تئاتر عمومی فعالیت می‌کرد. تئاتر عروسکی گنجه در ساختمان کلیسای لوتری که در سال ۱۸۸۵ توسط مهاجران آلمانی ساخته شده بود، فعالیت می‌کند.

### پارک‌ها و بوستان‌ها

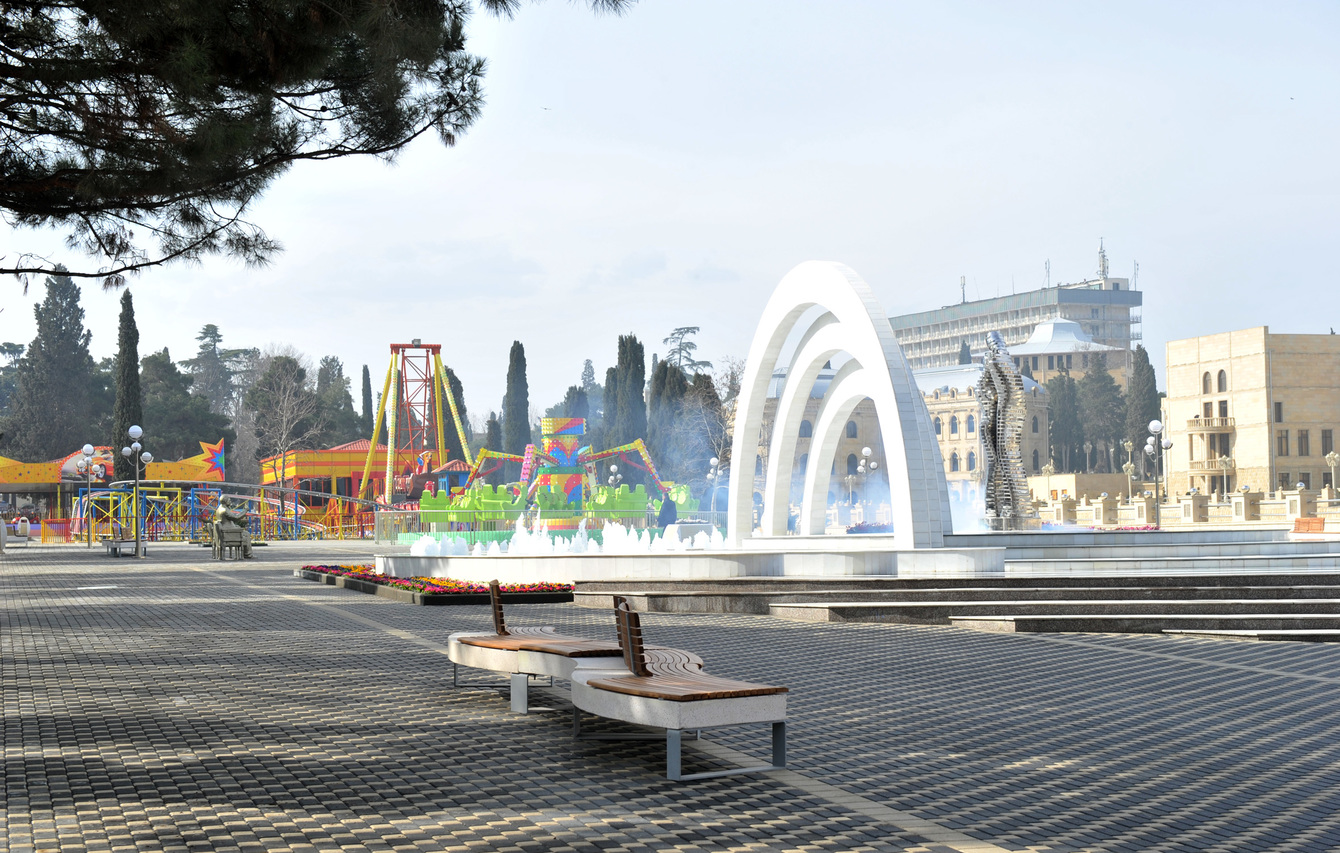
بلوار و پارک رودخانه گنجه

گنجه پارک‌ها و باغ‌های زیادی دارد که به خوبی نگهداری می‌شوند و باغ خان یکی از خوش‌منظره‌ترین پارک‌ها و یکی از شناخته‌شده‌ترین بناهای تاریخی شهر است. این باغ دارای محوطه‌سازی مناسبی است و از طیف گسترده‌ای از درختان و گیاهان در یک فضای باز تشکیل شده است.
از دیگر پارک‌ها و باغ‌های برجسته می‌توان به مجتمع پارک حیدر علی‌اف، «پارک گنجه، پایتخت جوانان اروپا در سال ۲۰۱۶»، مجتمع پارک-بلوار «رودخانه گنجه»، خیابان استقلال، پارک فکرت امیروف، پارک فضولی و پارک نریمان‌اف اشاره کرد. مجتمع پارک حیدر علی‌اف شامل یک آمفی‌تئاتر است که برای برگزاری رویدادهای بزرگ در فضای باز تا گنجایش ۵۰۰۰ نفر در نظر گرفته شده است.

## ورزش
این شهر دارای یک باشگاه فوتبال به نام کپز است که در لیگ برتر فوتبال جمهوری آذربایجان حضور دارد. این باشگاه سابقه سه قهرمانی در لیگ جمهوری آذربایجان و چهار قهرمانی در جام حذفی این کشور را دارد.

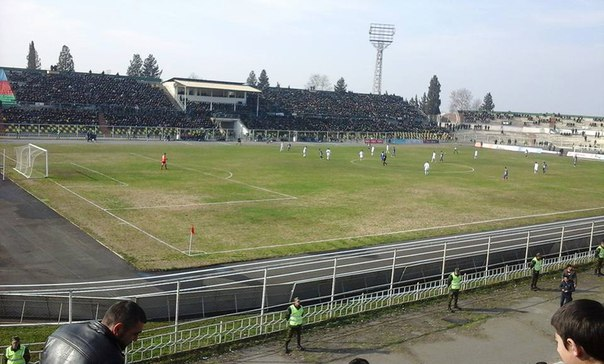
ورزشگاه شهر گنجه

مجموعه ورزشی المپیک گنجه با ۲ ساختمان (که به ترتیب در سال‌های ۲۰۰۲ و ۲۰۰۶ مورد بهره‌برداری قرار گرفتند) و ورزشگاه شهر گنجه با گنجایش ۲۷۰۰۰ نفر که در سال ۱۹۶۴ گشایش یافت، از امکانات ورزشی این شهر به‌شمار می‌روند.
در سپتامبر ۲۰۱۷ میلادی ماراتن گنجه ۲۰۱۷ با حضور ۱۱۰۰۰ تن از سراسر جمهوری آذربایجان و همچنین شماری از کشورهای دیگر برگزار شد. این مسابقه از طاق پیروزی آغاز شد و در مجموعه پارک حیدر علی اف با طی مسافت ۱۷ کیلومتر به پایان رسید.

## ترابری

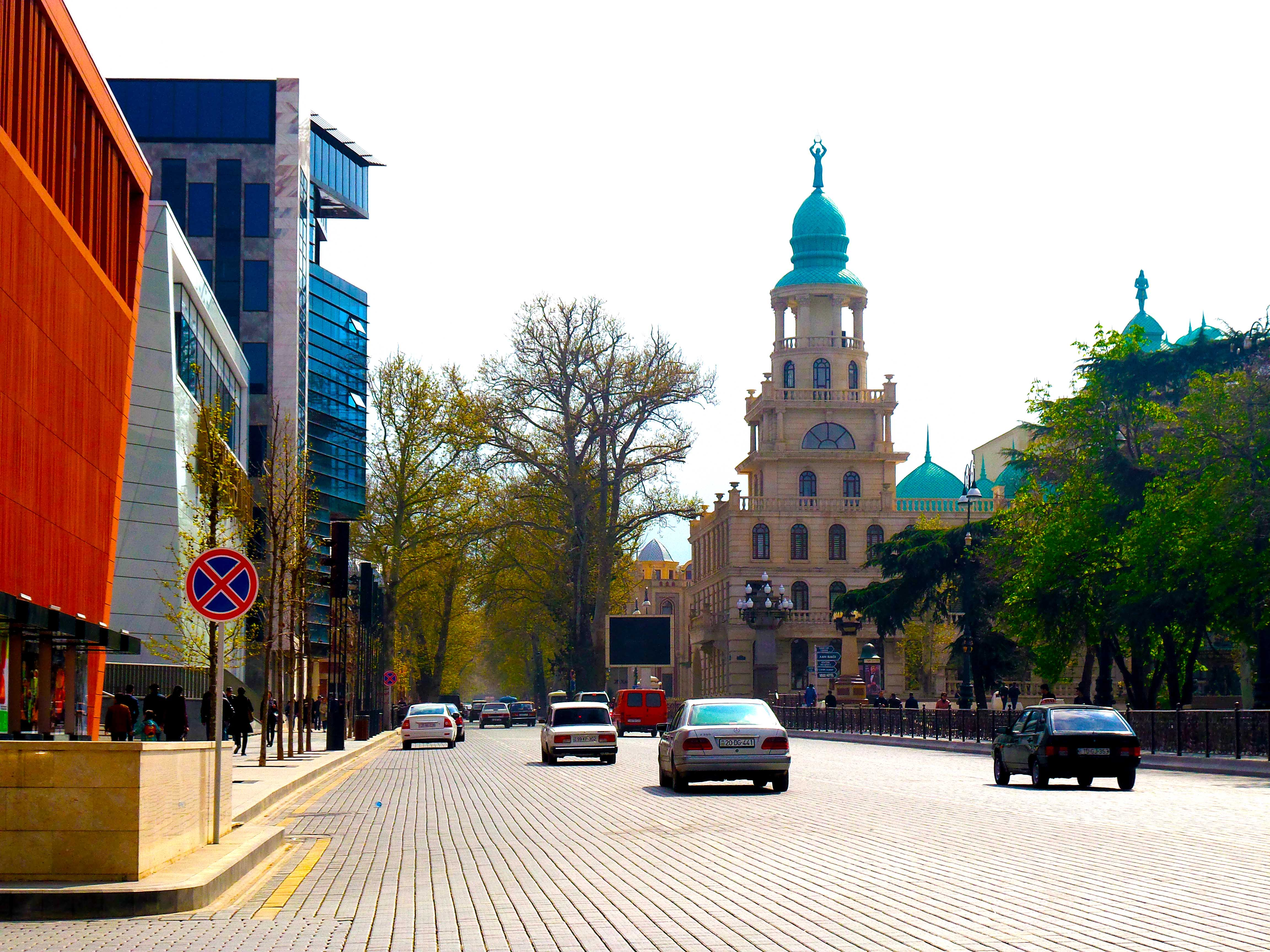
نمایی از شهر گنجه

### شهری
گنجه یک سامانه ترابری شهری بزرگ دارد که توسط وزارت ترابری جمهوری آذربایجان گردانده می‌شود.  در سال ۲۰۱۳ میلادی، وزارت ترابری اعلام کرد که این شهر به همراه نخجوان و سومقاییت در چارچوب برنامه توسعه و گسترش ۲۰ ساله مترو دارای یک خط مترو جدید و تازه خواهند بود.  این شهر دارای سامانه اتوبوس سریع شهری بود که از سال ۱۹۵۵ تا ۲۰۰۴ کار می‌کرد.
گنجه از زمانی که شبکه تراموای گنجه در دهه ۱۹۸۰ میلادی متوقف شد، بدون سیستم تراموا است.

### هوایی
فرودگاه بین‌المللی گنجه تنها فرودگاه این شهر است.  این فرودگاه در حومه شهر است و پروازهای داخلی به باکو و بین‌المللی به کشورهای روسیه و ترکیه دارد.

### راه‌آهن
راه‌آهن باکو – تفلیس – قارص به طور مستقیم این شهر را به کشورهای ترکیه و گرجستان متصل می‌کند.
گنجه در کنار یکی از خطوط ریلی اصلی گردشگری-بازرگانی جمهوری آذربایجان که از شرق به غرب می‌گذرد و پایتخت این کشور باکو را به دیگر بخش‌های کشور متصل می‌کند جای دارد. راه‌آهن باکو-تفلیس-قارص کنار این شهر می‌گذرد.

نقشه راه‌آهن قفقاز و ترکیه

ایستگاه مرکزی راه‌آهن گنجه پایانه راه‌آهن ملی و بین‌المللی این کشور است. راه‌آهن باکو – تفلیس – قارص که مستقیماً ترکیه، گرجستان و جمهوری آذربایجان را به هم متصل می‌کند، در سال ۲۰۰۷ میلادی آغاز به ساخت کرد و در سال ۲۰۱۷ ساخت آن به پایان رسید. این خط ریلی گنجه را به تفلیس در گرجستان متصل می‌کند و از آنجا به سوی آخالکالاکی و قارص در ترکیه ادامه می‌یابد.

## آموزش
نخستین مدرسه علمیه در جمهوری آذربایجان با هدف آموزش حرفه‌ای آموزگاران مدرسه در سال ۱۹۱۴ میلادی در گنجه گشایش یافت که در سال ۱۹۲۷ با مدرسه علمیه دختران ادغام شد و به مدرسه فنی تربیتی گنجه (به ترکی آذربایجانی: Gəncə Pedoqoji Texnikumu) تغییر نام داد.
گنجه میزبان چهار بنیاد اصلی آموزش عالی است. دانشگاه دولتی گنجه در سال ۱۹۳۹ به نام بنیاد آموزگاران گنجه پس از حسن بیگ زردابی تأسیس شد. در سال ۲۰۰۰، رئیس جمهور جمهوری آذربایجان نام این بنیاد را به دانشگاه دولتی گنجه تغییر داد. این دانشگاه شامل ۸ دانشکده و ۱۰ دفتر است. این شهر همچنین شامل آکادمی دولتی کشاورزی آذربایجان، دانشگاه فناوری جمهوری آذربایجان و شعبه بومی بنیاد آموزگاران جمهوری آذربایجان است.
همچنین مدارسی وجود دارند که آموزش تخصصی متوسطه ارائه می‌دهند، مانند دانشکده موسیقی گنجه، دانشکده پزشکی گنجه، دانشکده منطقه‌ای ایالتی گنجه (که با ادغام دانشکده بشردوستانه گنجه و دانشکده فنی گنجه در سال ۲۰۱۰ تأسیس شد)
در مجموع ۷ آموزشگاه در گنجه آموزش فنی و حرفه‌ای ارائه می‌دهند که شامل ۳ دبیرستان فنی و حرفه‌ای و یک مدرسه فنی و حرفه‌ای در منطقه کپز، یک دبیرستان فنی و حرفه‌ای و ۲ مدرسه فنی و حرفه‌ای در منطفه نظامی است.

## اهالی و چهره‌های سرشناس
در طول تاریخ چهره‌های سرشناسی همچون نظامی گنجوی، شاعر نامدار فارسی‌زبان، جوادخان قاجار، خان خانات گنجه، میرزا شفیع واضح تبریزی، شاعر، نگار رفیع‌بیگلی، شاعر و نویسنده، مهستی گنجوی، شاعر فارسی‌زبان، ابن خسرو، استاد شاعر و نویسنده، فرالدین بابایف، گیاه‌شناس اهل شوروی، طغرل عسگراف، قهرمان کشتی المپیک، فکرت امیروف، آهنگساز و موسیقی‌دان، فرید علی‌اکبرلی، تاریخ‌دان و تاریخ‌نگار، نصیب بیگ یوسف بیگلی، نویسنده و دستیار رئیس جمهوری جمهوری دموکراتیک آذربایجان، حسن‌بیگ آقایف، سیاست مدار و روزنامه‌نگار، میرعلی قشقایی، زمین‌شناس، آرتور راسی‌زاده، نخست‌وزیر پیشین جمهوری آذربایجان، فائق حسن‌اف، شطرنج‌باز، محمود قربانوف، بازیکن فوتبال و همچنین چندین ارمنی سرشناس از جمله مخیتار گش، نویسنده و کشیش ارمنی، گیراگوس گاندزاکه‌تسی، تاریخ‌نگار، وارطان آرولتسی، تاریخ‌نگار و جغرافی‌دان، آسکاناز مراویان، سیاست مدار، کارو هالابیان، معمار، آلبرت آزاریان، ژیمناستیک‌کار و... در این شهر زندگی کرده‌اند.

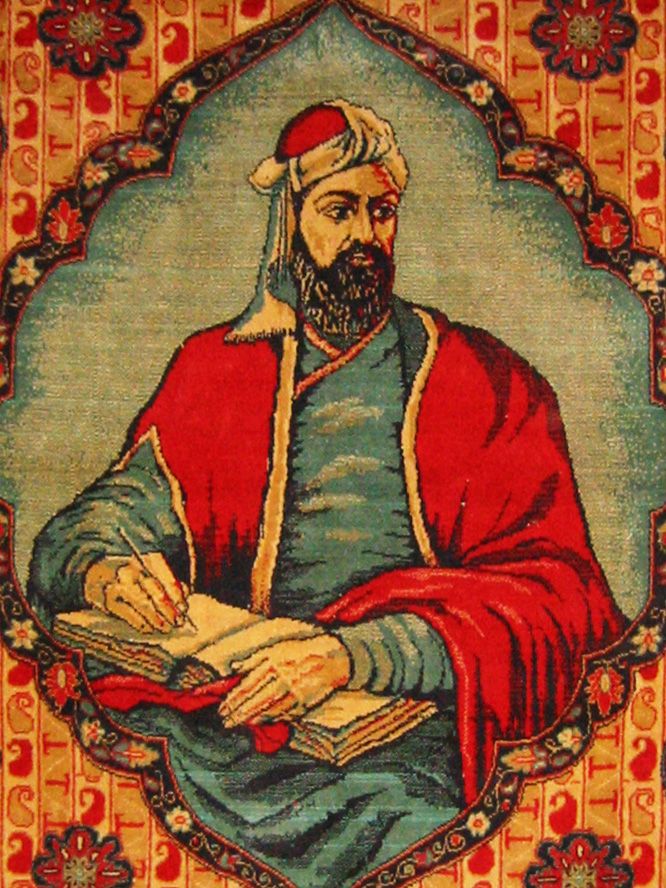
نظامی گنجوی شاعر نامدار ایرانی
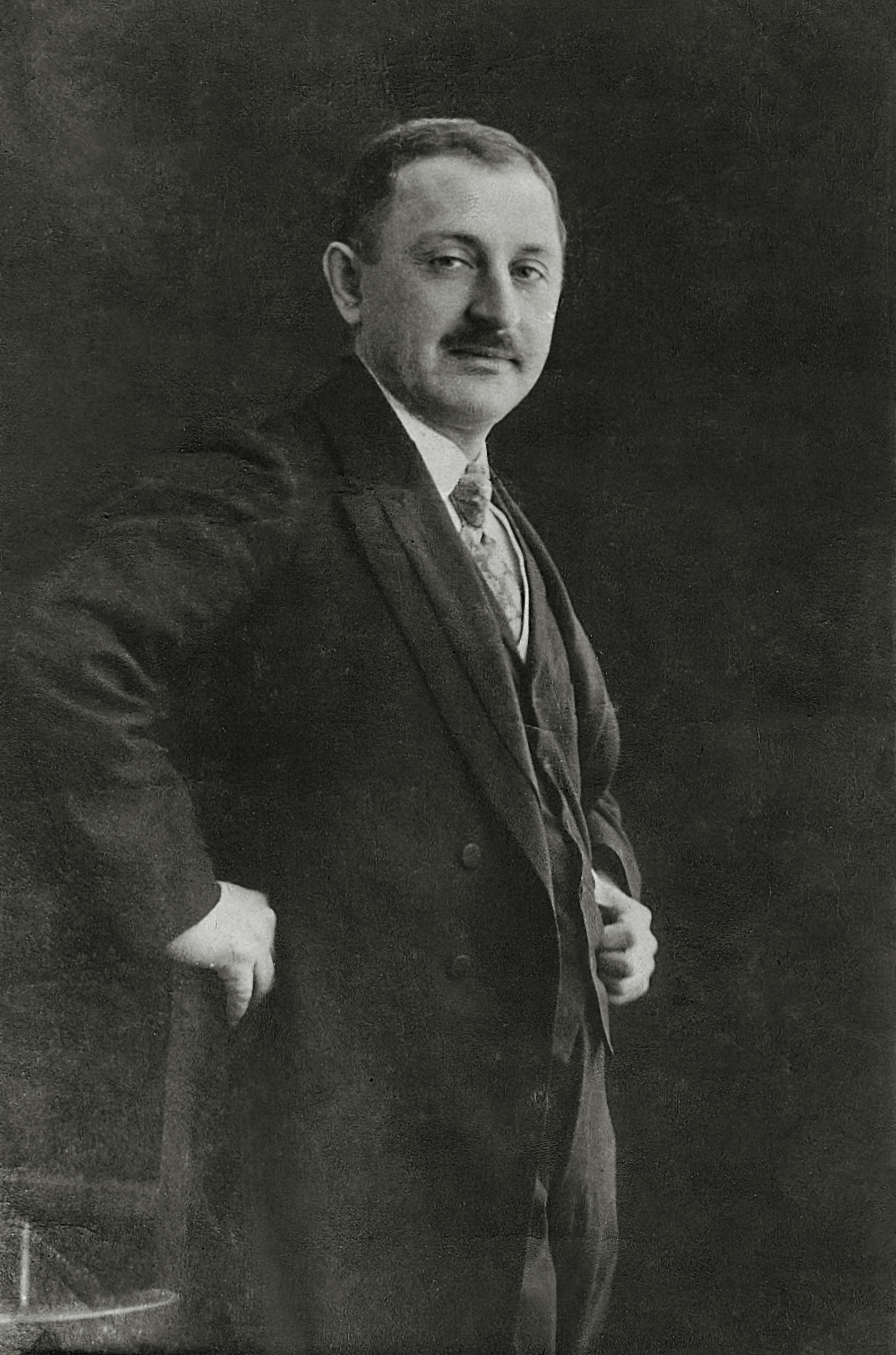
نصیب بیگ یوسف بیگلی از چهره‌های مهم در جمهوری دموکراتیک آذربایجان
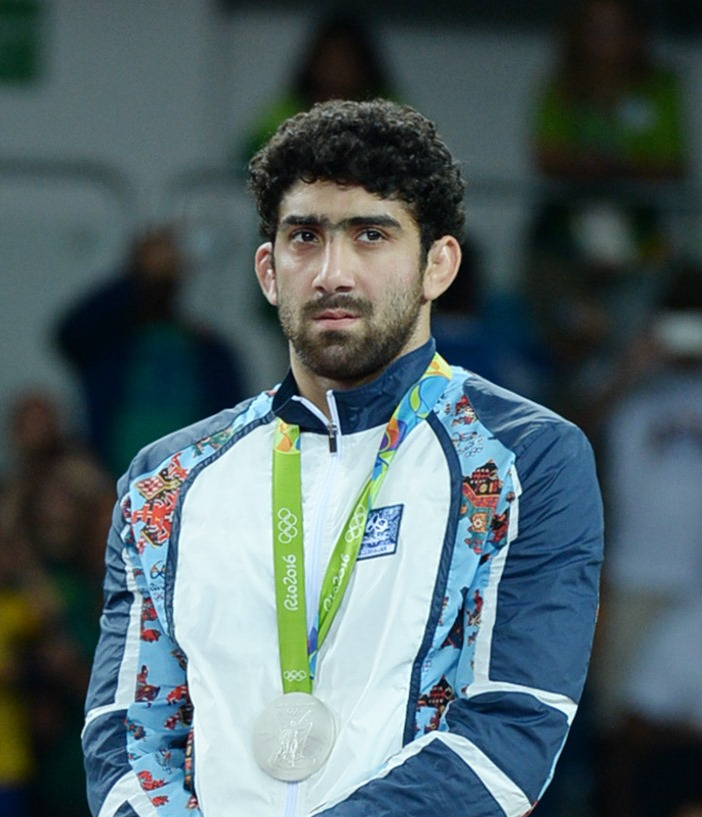
طغرل عسگراف، قهرمان المپیک و اروپای جمهوری آذربایجان در کشتی آزاد
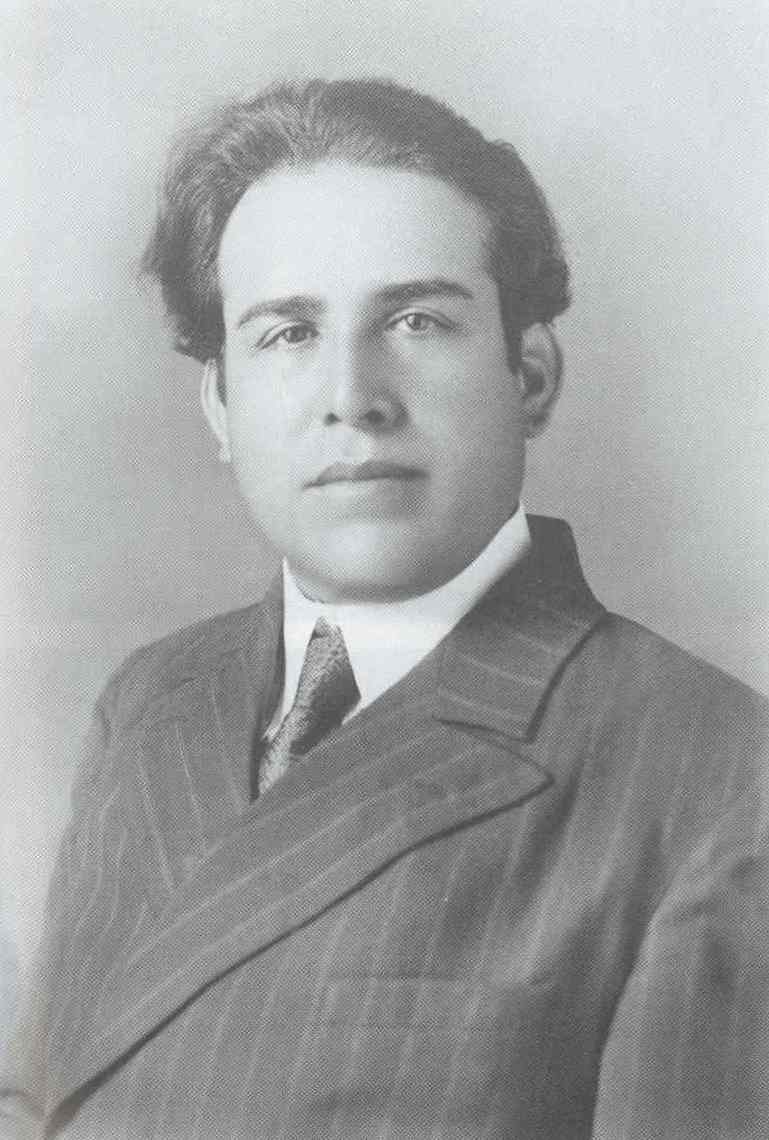
میرعلی قشقایی، زمین‌شناس برجسته آذری، نویسنده آثار پرشمار در حوزه ژئومورفولوژی و چینه‌شناسی
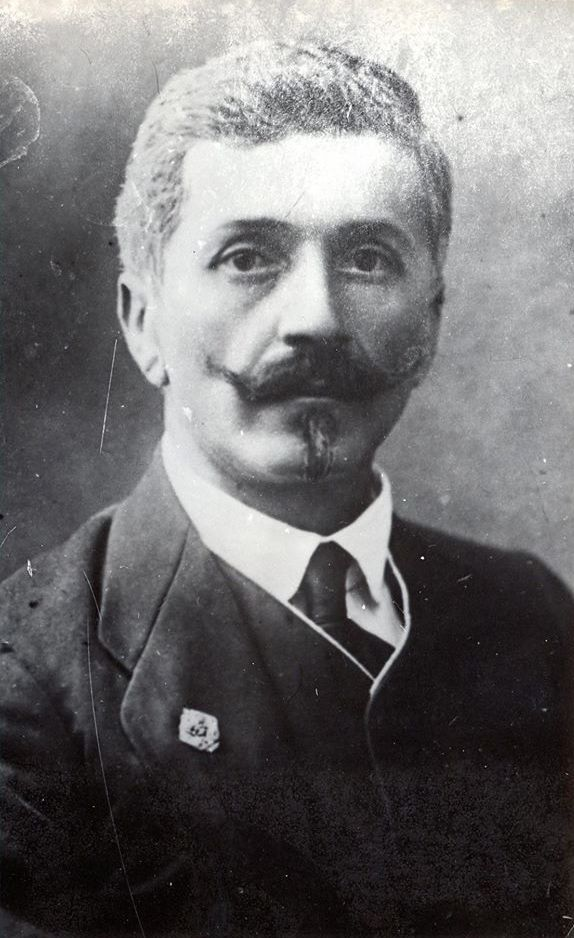
حسن‌بیگ آقایف، معاون رئیس مجلس ملی جمهوری دمکراتیک آذربایجان
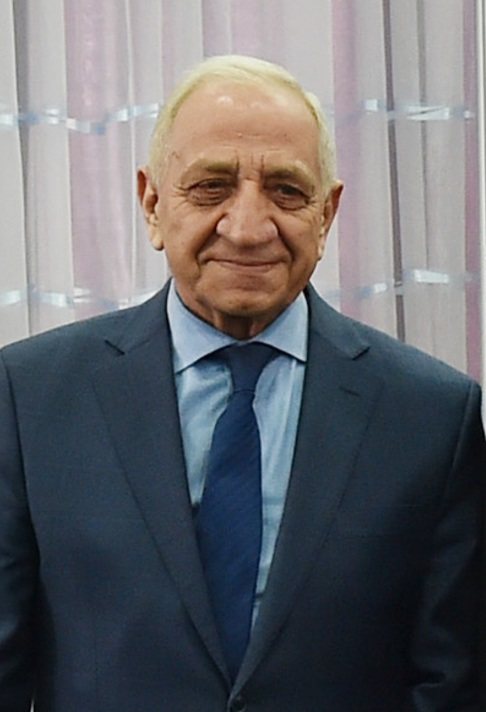
فائق حسن‌اف‌ داور بین‌المللی شطرنج و مجری تلویزیونی برنامه هفتگی باشگاه شطرنج
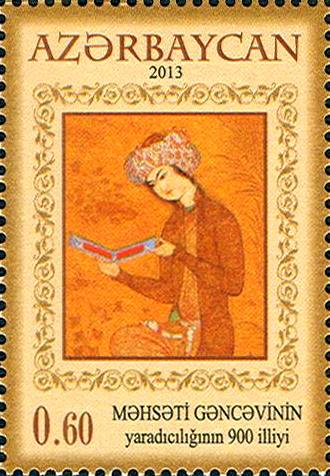
مهستی گنجوی، شاعر فارسی‌زبان در سده ۱۲ میلادی
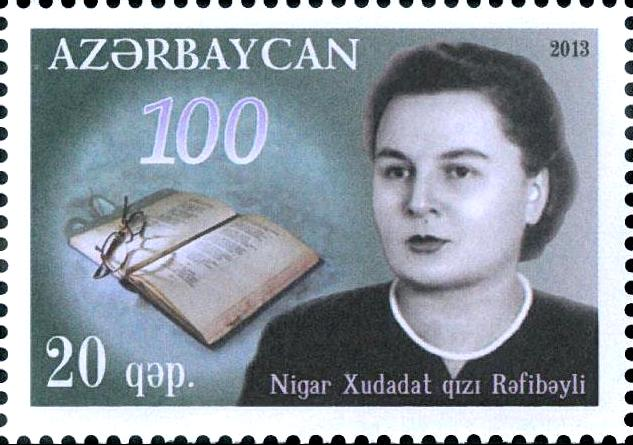
نگار رفیع‌بیگلی، نویسنده و رئیس اتحادیه نویسندگان جمهوری آذربایجان
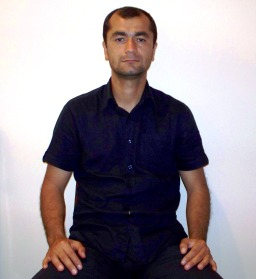
محمود قربانوف رکورد دار ۱۲ قهرمانی بار لیگ برتر فوتبال جمهوری آذربایجان با شش باشگاه گوناگون

## شهرهای خواهرخوانده
گنجه با شهرهای زیر خواهرخوانده است:
- دربند، روسیه
- قارص، ترکیه (۲۰۰۱)
- کوتائیسی، گرجستان (۱۹۹۶)
- مسکو، روسیه
- نیوآرک، ایالات متحده آمریکا (۲۰۰۴)
- استان اولوموتس، جمهوری چک (۲۰۱۲)
- اردو، ترکیه
- تبریز، ایران (۲۰۱۵)

## نگارخانه

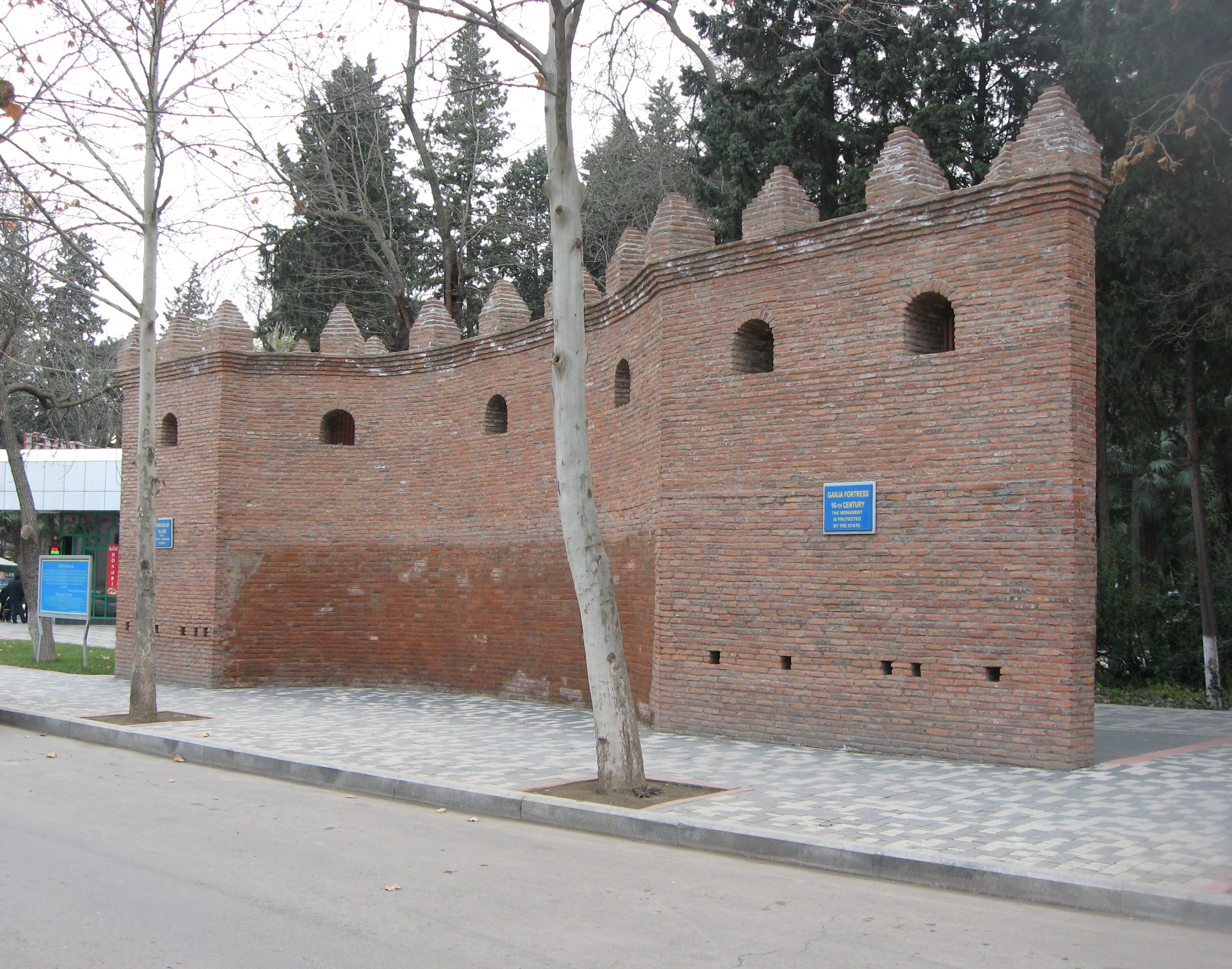
بخشی از دیوار تاریخی گنجه
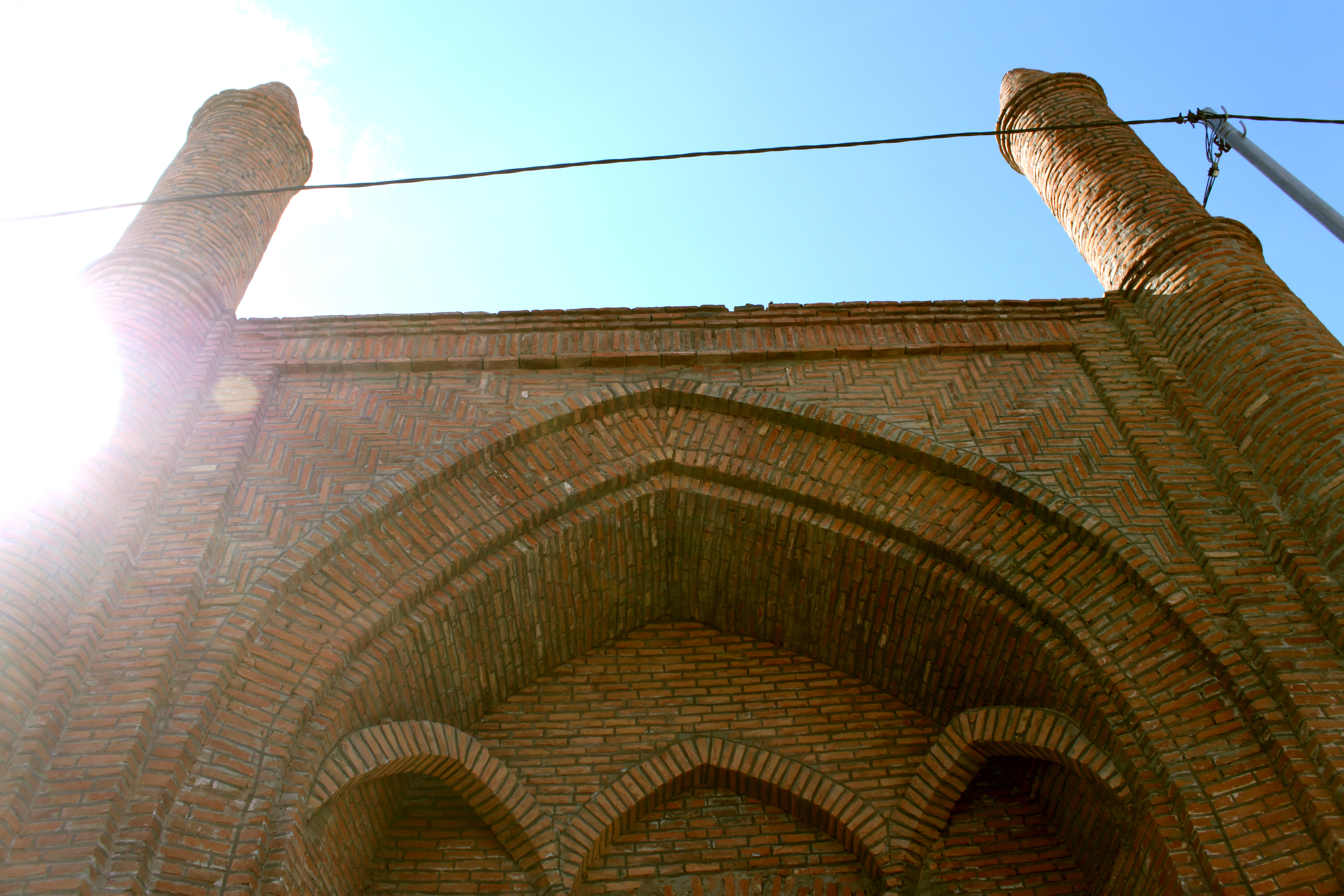
حمام تاریخی در گنجه
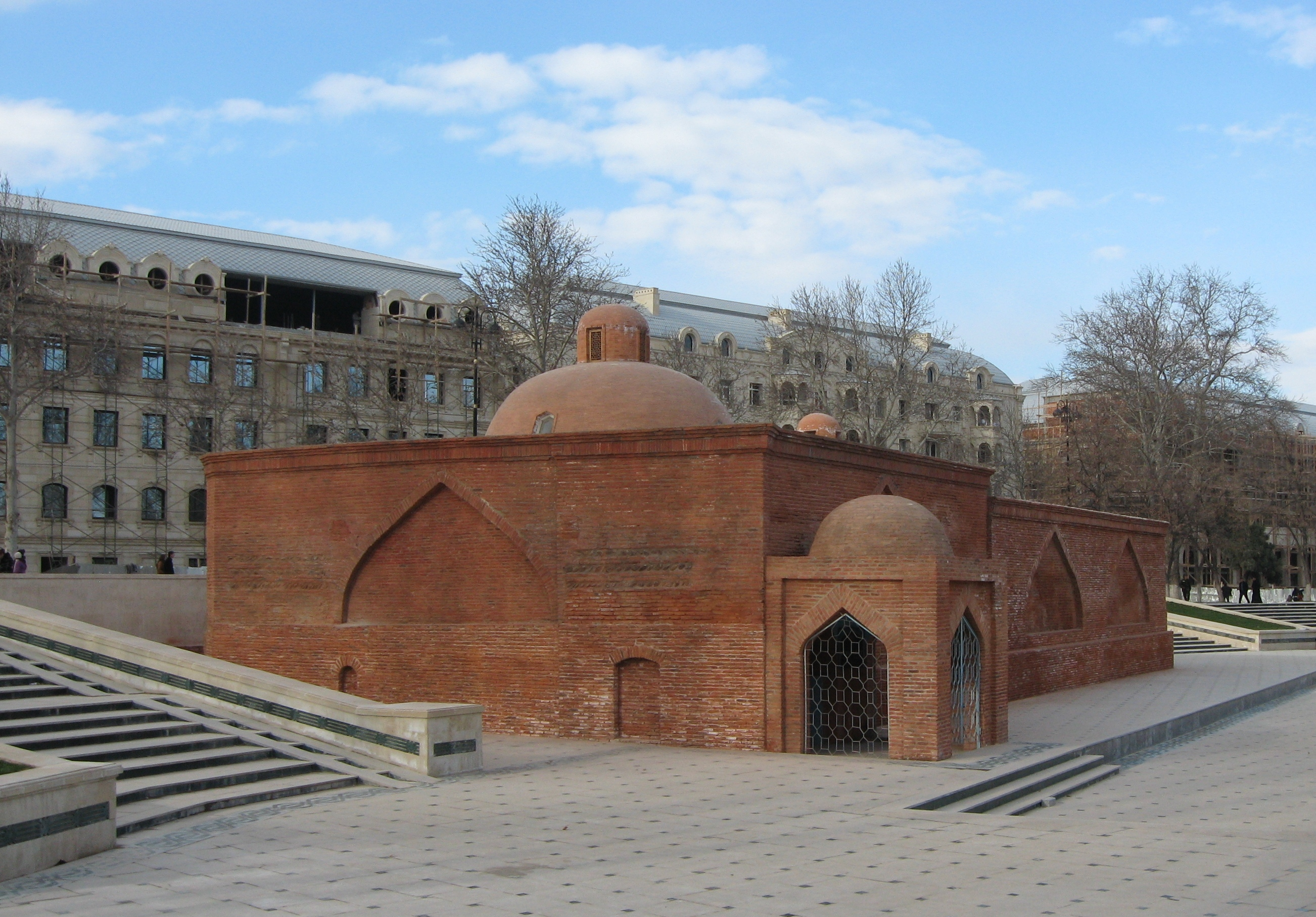
حسینیه تاریخی در گنجه
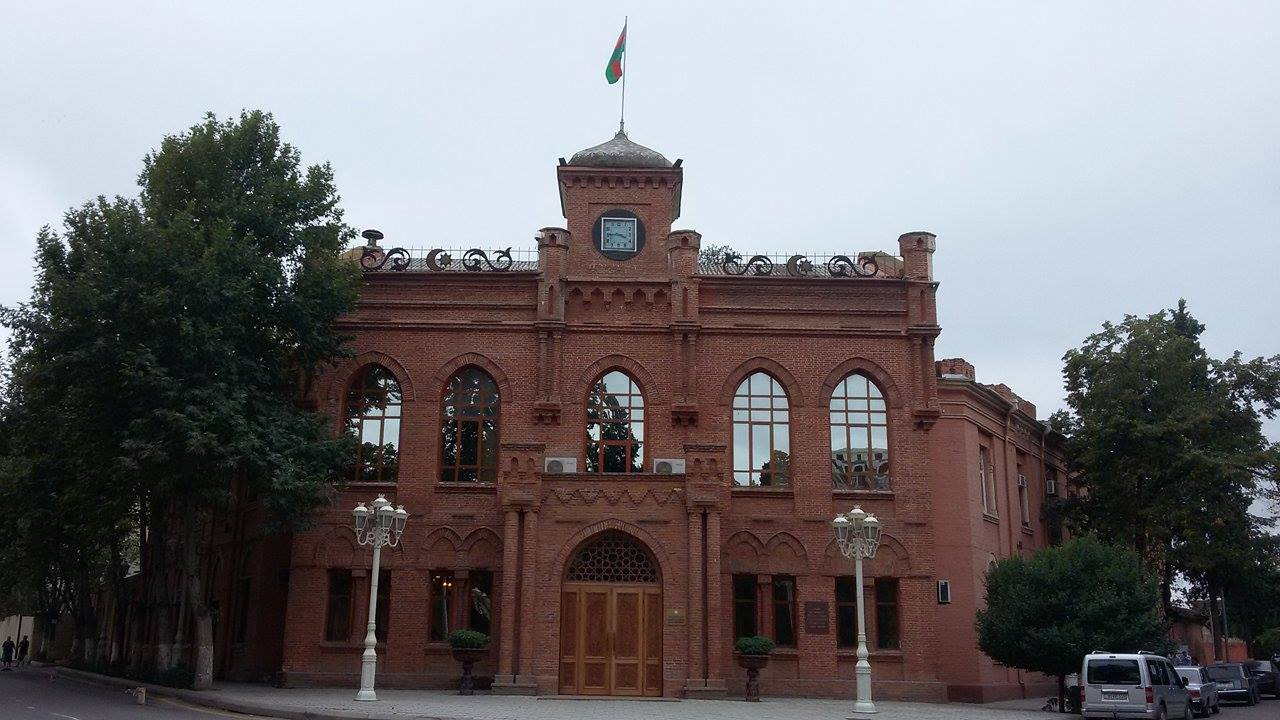
ساختمان دولت جمهوری دمکراتیک آذربایجان در سال ۱۹۱۸
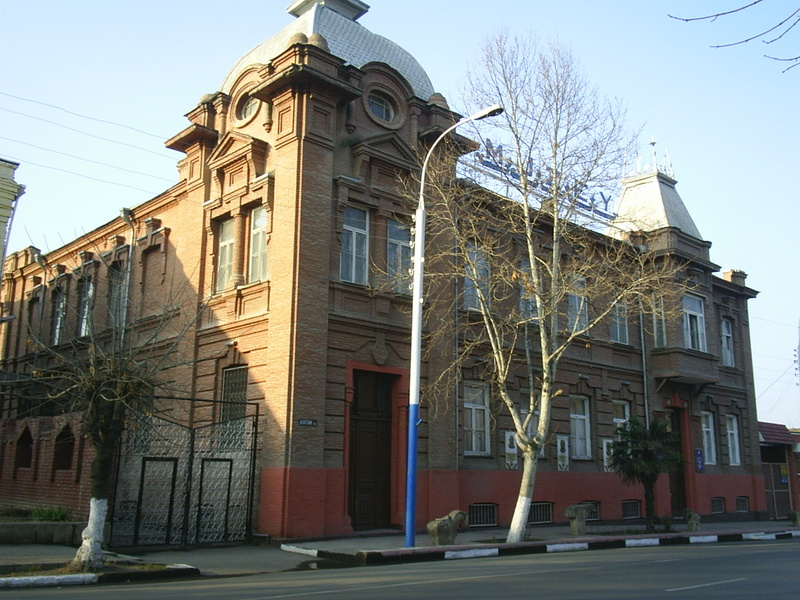
موزه باستان‌شناسی گنجه
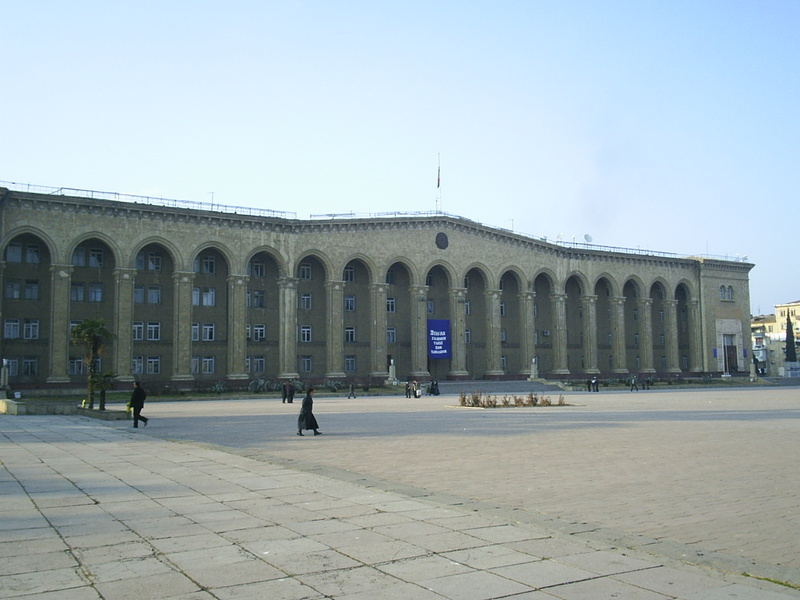
تالار شهر
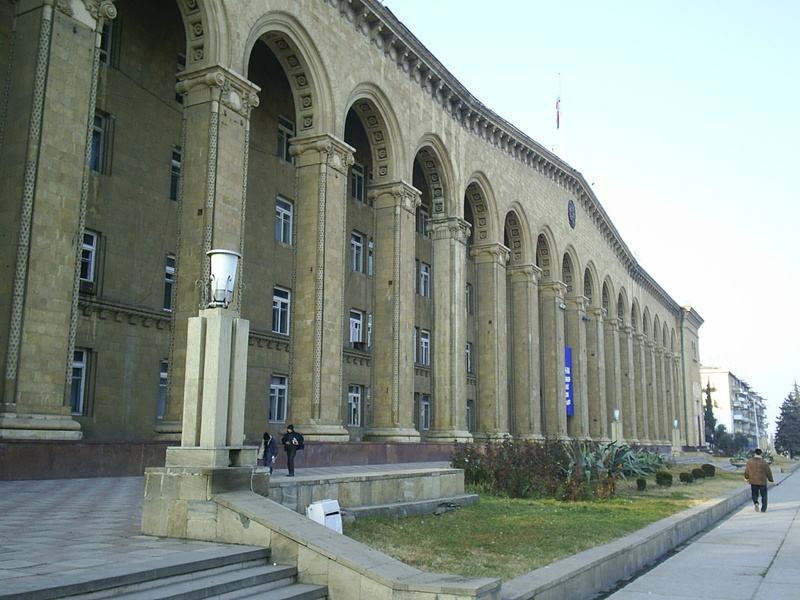
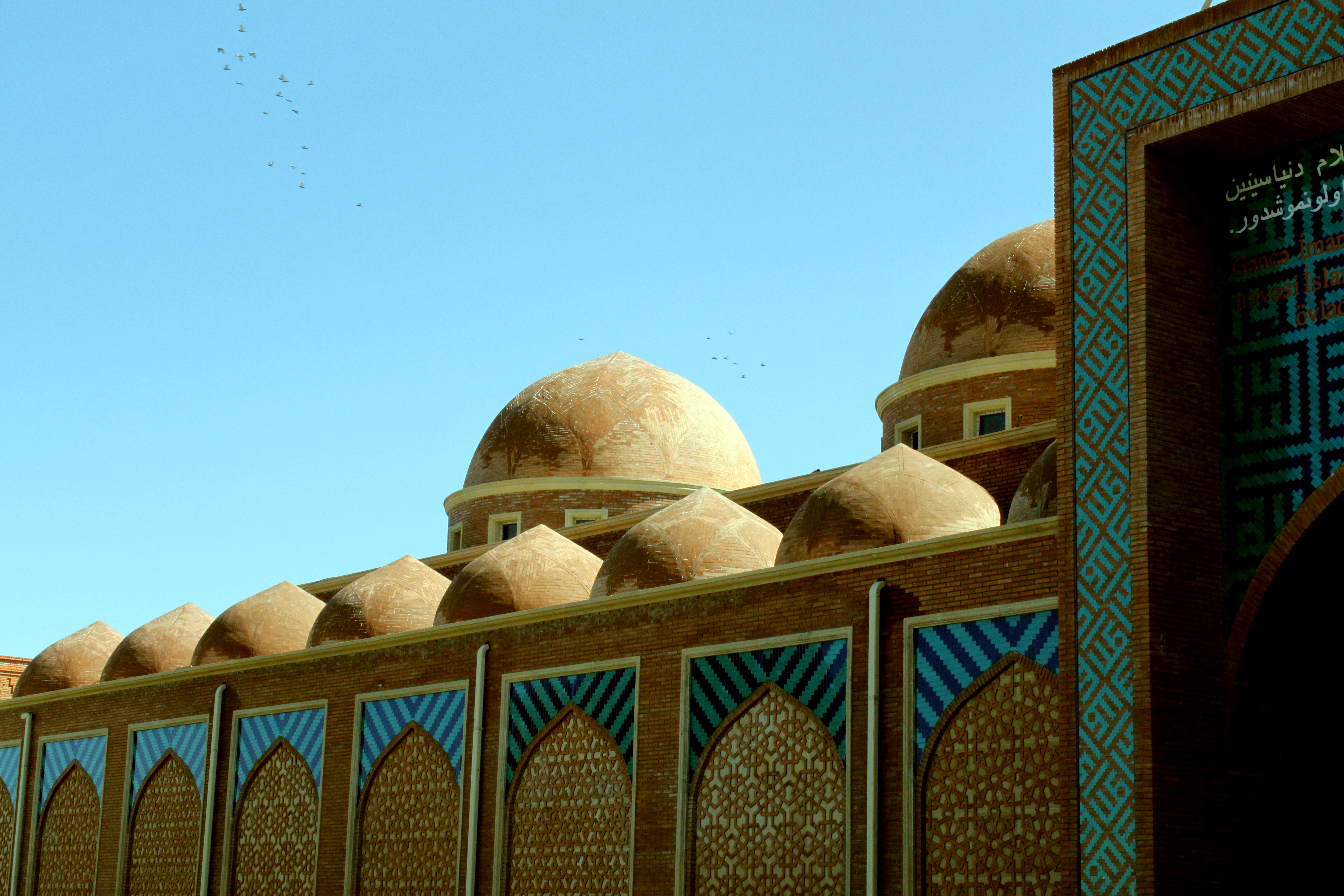
امامزاده ابراهیم (گوی امامزاده) گنجه
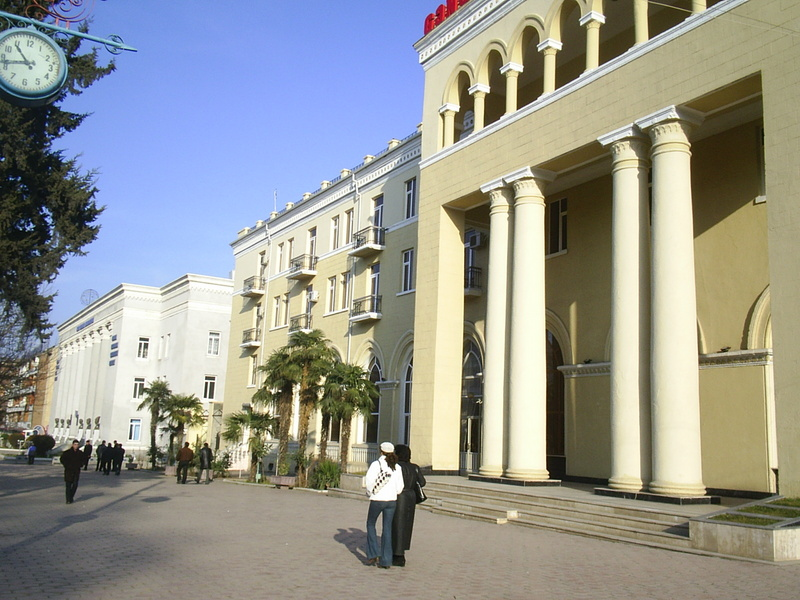
مرکز شهر گنجه
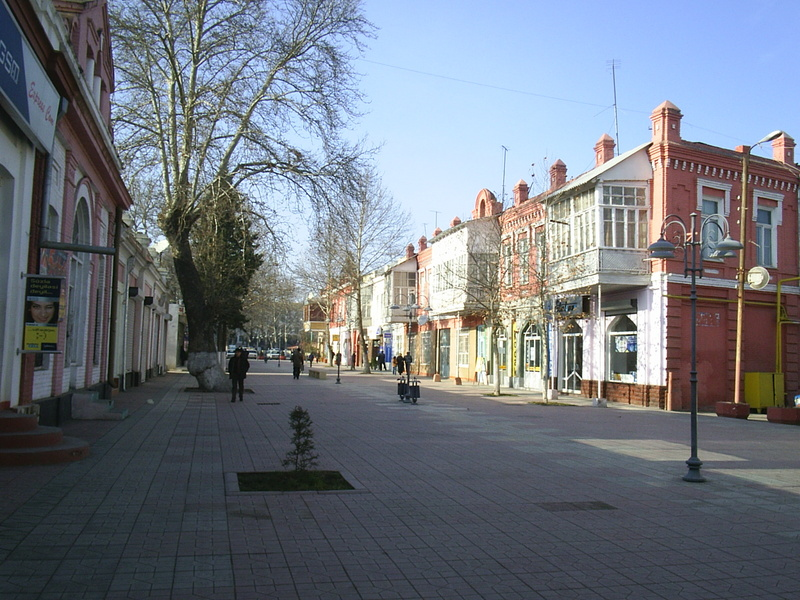
خیابانی در گنجه
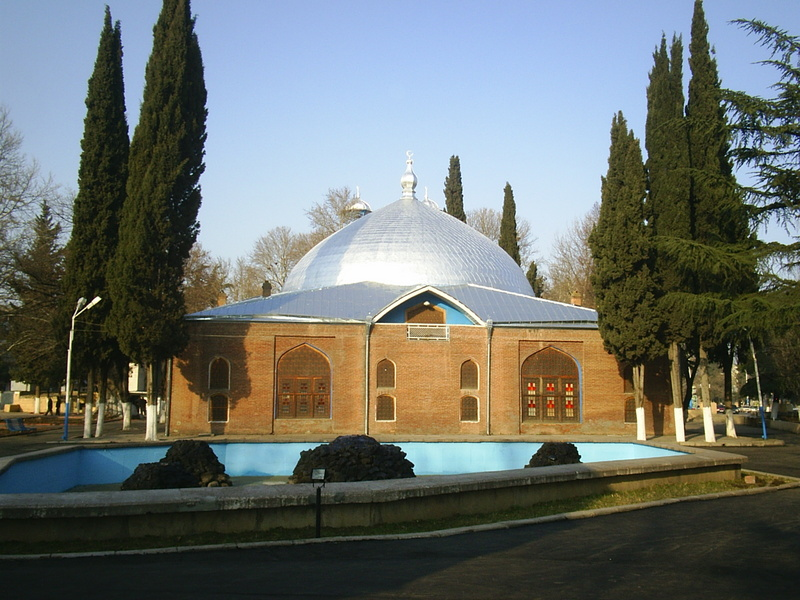
مسجد شاه‌عباس
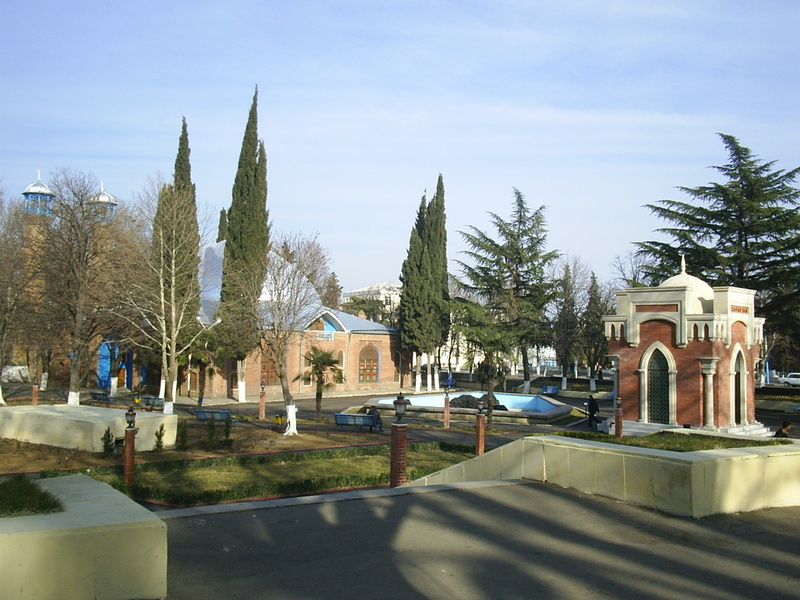
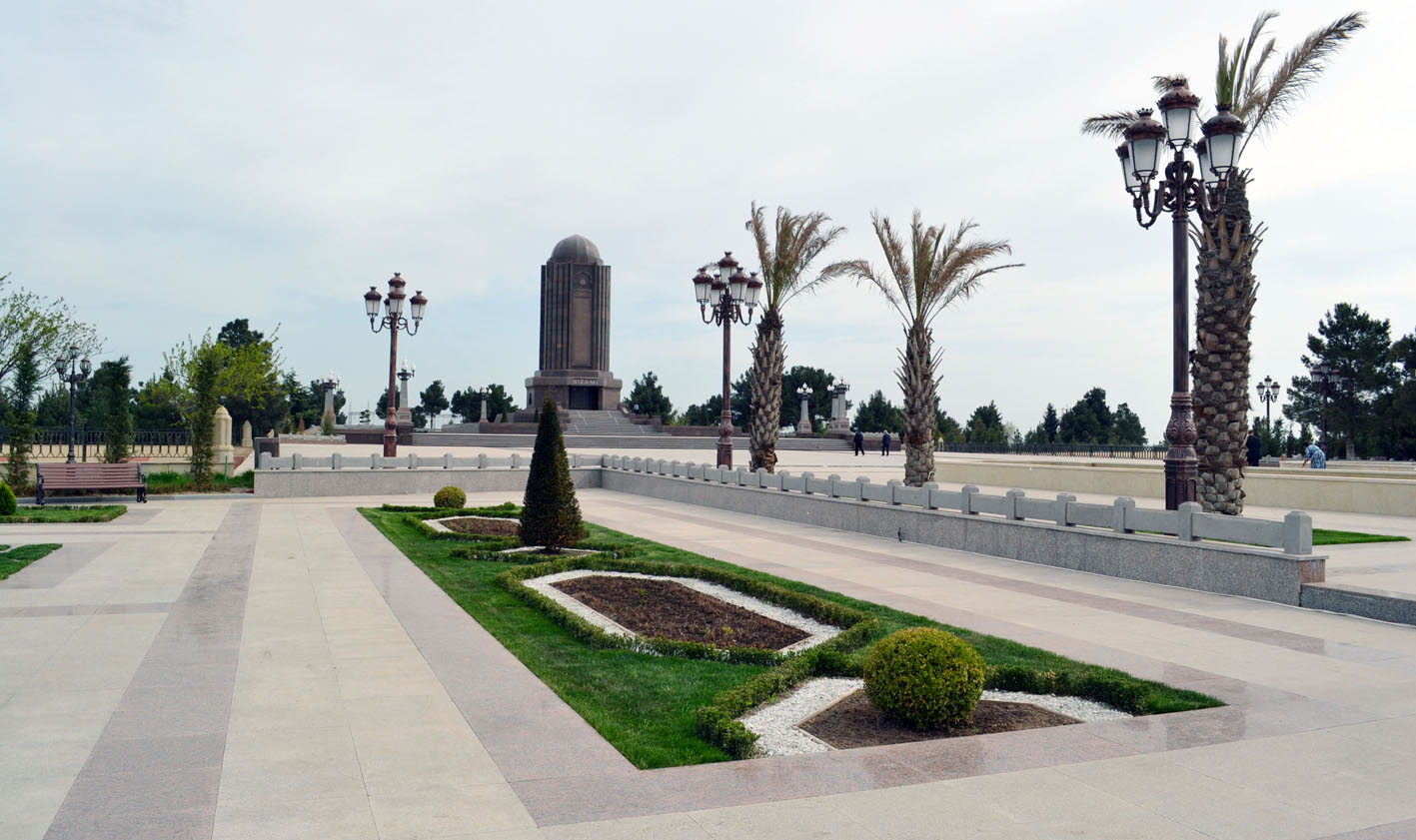
آرامگاه نظامی گنجوی